# Svetlana Kuznetsova
Pour les articles homonymes, voir Kouznetsova.
Svetlana Kuznetsova (en russe : Светлана Александровна Кузнецова, Svetlana Aleksandrovna Kouznetsova), née le 27 juin 1985 à Leningrad (actuelle Saint-Pétersbourg) est une joueuse de tennis russe, professionnelle de 2000 à 2021.
Elle a remporté dans sa carrière deux tournois du Grand Chelem en simple à l'US Open en 2004 et à Roland Garros en 2009, ainsi que deux autres en double dames à l'Open d'Australie 2005 et 2011.
Svetlana Kouznetsova fait partie d'une famille de grands sportifs : son père, Aleksandr Kouznetsov, est un entraîneur cycliste qui a emmené vers le succès six champions du monde et olympiques. Parmi les protégés de son père figuraient sa mère, Galina Tsareva, six fois championne du monde et détentrice de près de vingt records mondiaux, ainsi que le frère de Svetlana, Nikolaï Kouznetsov, médaillé d'argent aux Jeux olympiques d'été de 1996 à Atlanta.
Elle remporte au cours de sa carrière dix-huit titre en simple et seize titres en double dames.

## Style de jeu
Svetlana Kuznetsova est une joueuse de fond de court qui possède un bon déplacement. Elle a perfectionné au fil des ans un coup droit puissant et précis qui met à mal ses adversaires. Elle varie régulièrement les effets au cours des échanges, alternant entre balles slicées, plates et bombées selon les circonstances. C'est une joueuse sans réel point faible, possédant également un service solide et une bonne présence au filet.

## Carrière tennistique

### 2000-2003 - Des débuts prometteurs
Svetlana Kouznetsova commence comme son père une carrière comme cycliste mais ce sport l'ennuie rapidement. Elle se concentre alors sur le tennis et est envoyée en Espagne à 13 ans, pour mieux s'entraîner. Elle y fait ses débuts sur le circuit ITF en 2000. Elle devient l’année suivante championne du monde junior en simple filles avec comme point d’orgue une finale à Roland-Garros (défaite contre Kaia Kanepi).
Svetlana s’offre en 2001, peu avant son 16e anniversaire, son premier trophée à l’ITF de Cagliari. Dans la foulée, elle est invitée à son premier tournoi WTA à Madrid, se sort du tableau de qualifications et parvient au second tour après avoir battu une joueuse du top 100 Virginia Ruano Pascual. En junior, elle glane un succès en double à l'US Open.
Kuzzi prend part à son premier tournoi du Grand Chelem à l'Open d'Australie 2002 et se hisse dans le tableau final. Engagée en double avec la grande championne Arantxa Sánchez Vicario, elle soulève son premier trophée sur le grand circuit à Sopot. Son ascension dans la hiérarchie se poursuit : elle se qualifie pour la finale du tournoi d'Helsinki avec notamment une brillante victoire sur Patty Schnyder. Cerise sur le gâteau : Svetlana s’offre le tournoi de double, toujours associée à Arantxa Sánchez Vicario. Cette performance lui vaut une entrée dans le cercle des 100 meilleures joueuses du monde. Engagée à l'US Open, elle trace sa route jusqu’au troisième tour alors barrée par Silvia Farina Elia. Elle termine la saison en apothéose avec un titre à Bali, battant sa partenaire de double Arantxa Sánchez Vicario et Conchita Martínez. Svetlana est alors classée 43e, soit un bond de plus de 200 places en un an. Sa progression fulgurante lui vaut la distinction Débutante de l'année décernée par la WTA.
En 2003, elle se hisse en quart-de-finale à Wimbledon après une victoire ardue obtenue sur un autre espoir du tennis russe au tour précédent, Maria Sharapova. Justine Henin est alors trop forte pour elle. C'est en double qu’elle fait la meilleure impression. Accompagnée de la plus grande championne de la discipline, Martina Navrátilová, elle engrange cinq victoires en tournoi et accède à la finale de l’US Open.

### 2004 - La consécration à l'US Open
Elle se distingue dans la première partie de la saison suivante par une finale à Dubai en ayant battue notamment la tête de série numéro 2 Venus Williams (6-2, 6-3) mais perdant face à la Belge Justine Henin (6-73, 3-6). Puis à Doha en prenant sa revanche en demi-finale sur la Belge en trois manches no 1 mondiale, mais perdant en finale contre sa compatriote Anastasia Myskina (6-4, 4-6, 4-6) fatiguée de son match la veille. Et enfin une autre finale à Varsovie en perdant en deux sets sec contre l'Américaine Venus Williams.
La Russe goûte également aux joies de la Fed Cup, des débuts ponctués de deux succès (un en simple contre Alicia Molik, puis un en double). Elle se fraye peu de temps après une place dans le top 10 à l'issue de sa participation aux huitièmes de finale à Roland-Garros. Elle s'incline contre la future lauréate du tournoi, Anastasia Myskina, au terme d'un match indécis qu’elle domine largement dans un premier temps. Le débat s'équilibre du fait de l'accumulation de fautes directes et la rencontre s'éternise dans un palpitant troisième set. Sveltlana passe alors à un point de la victoire à 6-5 avant de se faire coiffer sur le fil par sa compatriote (6-1, 4-6, 6-8).
La jeune Russe, âgée tout juste de 19 ans, ne se démobilise pas pour autant et commence tambour battant la saison sur herbe avec un succès à Eastbourne en battant Daniela Hantuchová en finale au terme d'un match à suspense en trois sets. Elle déçoit pourtant à Wimbledon, où elle est sortie par Virginie Razzano au premier tour en trois manches.
Son heure de gloire arrive enfin à l'US Open qui la consacre à la fin d'une magnifique quinzaine pendant laquelle elle se défait d’Amy Frazier (7-63, 7-5), de Mary Pierce (7-65, 6-2), de Nadia Petrova (7-64, 6-3), et de Lindsay Davenport 4e mondiale, en demi-finale (1-6, 6-2, 6-4) pour se qualifier pour sa première finale de Grand Chelem. Pour la finale, elle affronte sa compatriote Elena Dementieva 6e mondiale, dans la seconde finale 100 % Russe de l’histoire en Grand Chelem et s'impose (6-3, 7-5) pour gagner son premier Grand Chelem et laissant éclater sa joie,. Elle s’adjuge également le trophée à Bali la semaine suivante.
Svetlana se révèle pourtant être le maillon faible de l’équipe de Russie en finale de Fed Cup contre la France, encore un peu tendre pour cet événement sous haute tension. Elle perd un match largement à sa portée contre Nathalie Dechy (6-3, 6-73, 6-8) et passe complètement à côté de son sujet contre Tatiana Golovin (4-6, 1-6). Son pays parvient néanmoins à faire la décision dans le double décisif, compensant ainsi sa déception de ne pas avoir été à la hauteur.
Malgré sa fantastique saison en simple, elle n'abandonne pas pour autant sa carrière en double. Cette fois complétée d'Elena Likhovtseva, elle ajoute deux tournois à son palmarès et une finale à Roland-Garros. Ses résultats lui permettent de jouer le Masters.

### 2005 - Une année vierge
Confrontée à quelques problèmes personnels, Kuzzi baisse nettement le pied. Même si elle reste compétitive, elle ne parvient pas à jouer les premiers rôles. Après un quart de finale prometteur à l'Open d'Australie qu'elle perd avec les honneurs face à Maria Sharapova (6-4, 2-6, 2-6), elle coince régulièrement contre des joueuses confirmées (Elena Dementieva, Lindsay Davenport, Justine Henin et Kim Clijsters) mais aussi contre des jeunes aux dents longues (Ana Ivanović ou Sania Mirza).
Pour ne rien arranger les choses, elle manque du brin de réussite parfois nécessaire pour retrouver la confiance. Le match contre Justine Henin en huitième de finale de Roland-Garros aurait pu en effet tenir lieu de déclic pour la Russe, tellement la victoire lui semblait proche. Elle mène en effet 5-3 dans la manche décisive et obtient deux balles de match. La future lauréate du tournoi renverse alors la vapeur et fait tourner la rencontre en sa faveur (6-76, 6-4, 5-7). Svetlana n'a finalement qu’une finale à Varsovie à se mettre sous la dent au cours de l’année. Pour ne rien arranger, elle quitte l'US Open sans gloire dès le premier tour contre la 97e mondiale Ekaterina Bychkova (3-6, 2-6). Cette défaite prématurée la fait logiquement chuter dans le classement, au-delà de la 10e place.
Si le simple ne lui sourit pas, Svetlana connaît plus de réussite en double. Elle se couvre de lauriers à l'Open d'Australie avec Alicia Molik contre la paire Lindsay Davenport/Corina Morariu et s'adjuge un second trophée à Miami. Svetlana réalise également avec Amélie Mauresmo un excellent Wimbledon qui est récompensé par une finale.

### 2006 - Le retour au premier plan

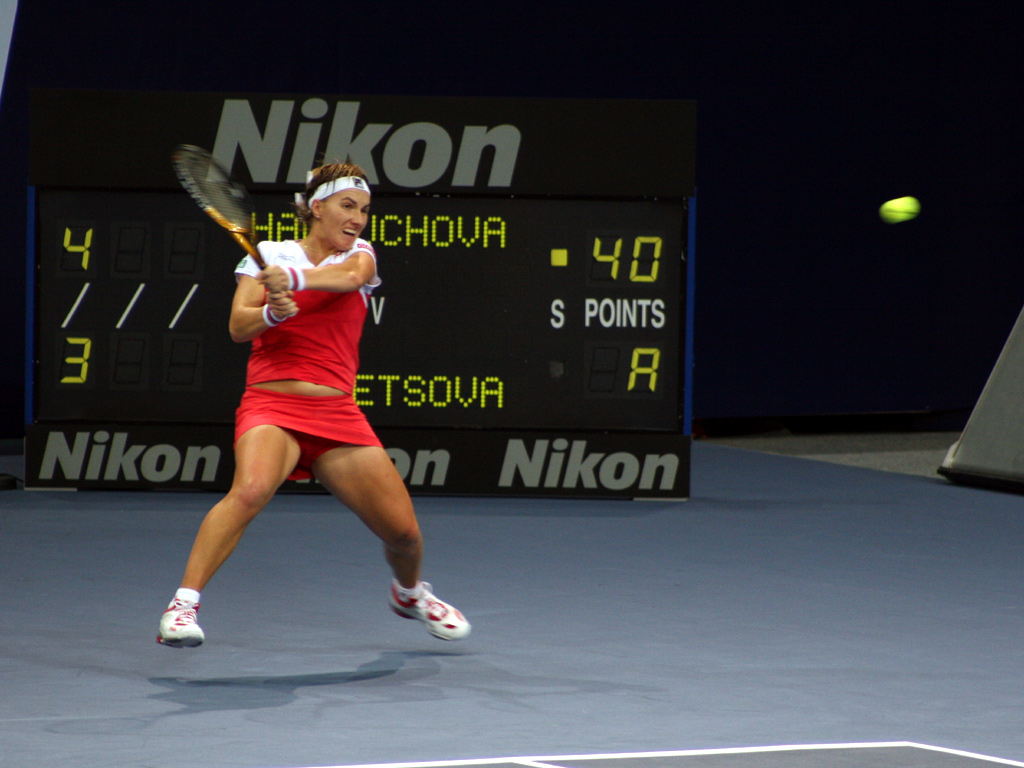
À l'Open de Zurich en 2006

Kuzy doit attendre mars pour enfin se hisser en finale d’un tournoi (Tier I), celui de Miami, un stade qui se refusait à elle depuis mai 2005. Mieux, elle s'octroie le 6e titre de sa carrière après plus d'un an et demi d'attente. Les embûches sont pourtant nombreuses pour la Russe : elle doit notamment effacer trois balles de match face à la revenante Martina Hingis pour arracher la victoire 11-9 dans le jeu décisif du dernier set. Elle élimine ensuite sur son parcours victorieux Patty Schnyder, la no 1 mondiale Amélie Mauresmo (6-1, 6-4) et enfin Maria Sharapova 4e mondiale (6-4, 6-3),.
Sa saison sur terre battue confirme ses progrès avec une nouvelle finale à Varsovie perdue contre Kim Clijsters alors classée no 2 (5-7, 2-6), et deux demi-finales. À Roland-Garros, Svetlana se faufile jusqu'en finale, à la faveur d'un tableau relativement dégagé. Elle doit néanmoins s'employer pour sortir la vainqueur d'Amélie Mauresmo, Nicole Vaidišová, qui est à deux doigts de créer la surprise (5-7, 7-65, 6-2) en demi-finale. Elle retrouve en fin de chemin Justine Henin no 6, mais ne trouve pas la clé pour empêcher la Belge de s’octroyer un troisième titre à Paris (4-6, 4-6).
La Russe déçoit par contre sur le gazon de Wimbledon où elle est se fait piéger par Li Na au troisième tour (6-3, 2-6, 3-6). Comme en 2004, elle gagne le tournoi de Bali face à Marion Bartoli. Elle rajoute dans son escarcelle un succès à Pékin contre Amélie Mauresmo sur le score cinglant de 6-4, 6-0. Elle est no 4 mondiale à l’issue de la saison.
Svetlana est un peu en retrait en double en 2006. Elle ne décroche qu’un seul tournoi, à Eastbourne (avec Amélie Mauresmo).

### 2007 - Dauphine de Justine Henin
Irrésistible jusqu’en huitième de finale, Svetlana se fait surprendre par Shahar Peer à l'Open d'Australie en deux petites manches. Elle fait néanmoins un bon début de saison mais les victoires la fuient.
Elle enchaîne deux finales à Doha en perdant sèchement face à Hénin et à Indian Wells en perdant contre la 18e mondiale, Daniela Hantuchová (3-6, 4-6) en 1h23.
Elle parvient encore à la même marche sur la terre battue de Berlin en battant sur son chemin la 9e Nadia Petrova (7-65, 6-4) et la 1re mondiale Justine Henin (6-4, 5-7, 6-4), pour disputer la finale face à la Serbe Ana Ivanović mais perdra dans un match serré (6-3, 4-6, 6-74). Ainsi que de Rome, où elle bat entre autres Dinara Safina 9e (6-1, 6-3) et Daniela Hantuchová (6-4, 6-2) en demi-finale. Cependant elle perdra en deux sets (5-7, 1-6) face à une autre Serbe, Jelena Janković 5e mondiale.
Svetlana se contente une fois de plus d’un accessit à Roland-Garros où Ana Ivanović la surclasse en quart-de-finale (0-6, 6-3, 1-6) future finaliste. Même constat à Wimbledon, cette fois-ci face à Venus Williams (3-6, 4-6) qui gagnera le tournoi.
Elle parvient pourtant à ses fins en conclusion d'un incroyable concours de circonstances à New Haven, tournoi qu'elle s’adjuge en ne jouant qu'un seul match dans son intégralité (abandons successifs de Francesca Schiavone, d'Elena Dementieva et d'Ágnes Szávay). Elle confirme néanmoins qu'elle ne compte pas faire de la figuration toute la saison : elle se glisse en finale de l'US Open. Elle bat pour cela 3-6, 6-1, 6-1 sa compatriote Anna Chakvetadze (6e) en demi-finale. Mais doit subir la loi de la numéro 1 mondiale incontestée Justine Henin (3-6, 1-6). Elle devient alors sa dauphine au classement WTA.
2007 marque aussi son retour en équipe de Fed Cup. Elle ne tremble pas pour remporter ses deux simples en finale contre les Italiennes représentées par Mara Santangelo (6-1, 6-2) et Francesca Schiavone (4-6, 7-67, 7-5). Avec la victoire de la Russie, elle devient du même coup la deuxième joueuse de son pays à avoir accroché deux fois la Fed Cup à son palmarès, après Anastasia Myskina.
La saison de Svetlana est vierge de titres en double, ce qui ne lui est plus arrivé depuis 2002.

### 2008 - Saison vierge
Svetlana Kouznetsova commence sa saison par une finale à Sydney où elle échoue face à la no 1 Justine Henin après avoir mené 3-0 dans la dernière manche. Malgré ce premier tournoi encourageant, elle perd au troisième tour de l'Open d'Australie face à Agnieszka Radwańska (3-6, 4-6), tout comme à Doha contre l'Autrichienne Sybille Bammer. La semaine suivante à Dubaï, elle élimine successivement Lucie Šafářová, Amélie Mauresmo et Jelena Janković (5-7, 6-4, 6-3) pour perdre en finale contre Elena Dementieva (6-4, 3-6, 2-6) 8e mondiale, dans une finale 100% Russe.
S'ensuit au mois de mars la traditionnelle tournée américaine sur dur : la Russe, retombée à la troisième place mondiale, atteint sa troisième finale de l'année à Indian Wells en prenant sa revanche sur Agnieszka Radwańska en quart (6-2, 6-4), puis en battant sa compatriote et meilleure joueuse de ce début de saison Maria Sharapova (6-3, 5-7, 6-2). Elle s'incline de nouveau en finale, cette fois battue par Ana Ivanović en deux sets (4-6, 3-6). Ensuite à Miami, elle bat la 7e Venus Williams en quart (6-4, 6-4) avant de chuter face à la future gagnante, Serena Williams, après avoir remporté le premier set (6-3, 5-7, 3-6).
Débute alors la tournée européenne sur terre battue qui précède Roland-Garros. Celle-ci ne sera pas très fructueuse puisqu'en deux tournois (Rome et Berlin), elle s'incline à chaque fois en huitième de finale, contre Alona Bondarenko et la jeune Française Alizé Cornet. À Roland-Garros, Kuznetsova profite d'un tableau favorable pour filer jusqu'en demi-finale où elle s'incline face à la révélation de ce tournoi, Dinara Safina. Elle est désormais no 4 mondiale derrière Ana Ivanović, Maria Sharapova et Jelena Janković.
Le mois de juin débute avec la saison sur gazon. Lors du tournoi d'Eastbourne, elle chute dès son entrée en lice contre Caroline Wozniacki en deux sets secs 2-6, 2-6. La semaine d'après à Wimbledon, elle risque tout juste l'élimination au premier tour contre la Française Mathilde Johansson alors 124e mondiale mais s'en sort finalement 6-75, 7-5, 6-3. Elle passe ensuite deux tours tranquillement avant de perdre une nouvelle fois contre Agnieszka Radwańska en trois manches. La tournée estivale ne sera pas plus rassurante avec surtout une élimination au premier tour des J.O. de Pékin contre la locale Li Na, suivie d'une défaite au troisième tour de l'US Open dont elle était finaliste en titre. Elle chute de la 4e à la 7e place mondiale.
La fin de saison sera un peu plus heureuse avec notamment deux finales de suite, à Tokyo où elle bat Jelena Janković en quart (2-6, 7-5, 7-5) mais s'incline contre Dinara Safina, puis à Pékin où Jelena Janković prend sa revanche. Qualifiée pour les Masters de fin d'année, elle ne gagne aucun match, s'inclinant tour à tour face à Jelena Janković, Agnieszka Radwańska et Vera Zvonareva.

### 2009 - Vainqueur à Roland-Garros, son deuxième Grand Chelem, et retour au premier plan
Svetlana Kouznetsova commence sa saison 2009 par une petite inquiétude en déclarant forfait en quart de finale du tournoi de Sydney. Finalement elle est suffisamment remise pour l'Open d'Australie, où elle atteint les quarts de finale, chutant face à la no 2 mondiale Serena Williams après avoir remporté la première manche (7-5, 5-7, 1-6). Suivent alors deux défaites au premier tour des tournois de Dubaï et d'Indian Wells face à Elena Vesnina et Urszula Radwańska. Elle retrouve quelques couleurs à Miami en atteignant les demi-finales où elle perd contre la révélation de ce tournoi, Victoria Azarenka, en trois manches 3-6, 6-2, 5-7.
Sur la terre battue de Stuttgart elle remporte enfin son premier titre depuis New Haven en juillet 2007 en disposant d'Elena Dementieva en demie (6-4, 6-2) et de la nouvelle no 1 mondiale Dinara Safina en finale (6-4, 6-3). Cette dernière prend sa revanche (3-6, 2-6) lors de la finale du tournoi de Rome en une heure et demie, mais après avoir battue Jelena Janković et Victoria Azarenka du top 10 en deux manches. Lors du tout nouveau tournoi de Madrid, la Russe perd lors de son premier match contre l'Ukrainienne Alona Bondarenko en deux sets.
Arrive alors le tournoi de Roland-Garros dont elle passe les trois premiers tours facilement contre la Française Claire Feuerstein, Galina Voskoboeva et Melinda Czink. Les choses se compliquent en huitième contre Agnieszka Radwańska : après avoir remporté la première manche 6-4, elle perd complètement ses moyens lors de la deuxième manche qu'elle laisse (6-1), puis se reprend lors de la manche décisive qu'elle remporte 6-1. En quart, elle retrouve l'une des grandes favorites Serena Williams no 2 mondiale. Elle remporte la première manche au tie-break puis cède la seconde, après avoir servi pour le match, 7-5. Dans le troisième set elle se tord violemment la cheville mais ne perd pas ses moyens et remporte le match à 7-5. C'est la première fois depuis l'US Open 2004 qu'elle gagne contre une top 5 dans un tournoi du Grand Chelem,. En demi-finale, elle rencontre la surprenante Australienne Samantha Stosur : elle gagne le premier set 6-4 mais comme à son habitude dans ce tournoi laisse la seconde manche à son adversaire après avoir mené au score. Dans le dernier set, elle prend les devants et se qualifie pour sa seconde finale du Grand Chelem parisien (6-4, 6-75, 6-3). Elle y rencontre pour la troisième fois de l'année sur terre battue la no 1 mondiale Dinara Safina. Celle-ci fut impressionnante en début de tournoi en laissant seulement cinq jeux à ses adversaires des quatre premiers matchs, mais montra quelques problèmes de tension en quart et en demie. Ce problème se confirme et Kuznetsova, plus agressive, gagne la première manche 6-4. Au deuxième set, Dinara Safina se perd complètement, enchaîne les fautes directes et semble rattrapée par la pression. Kuznetsova, elle, reste dans son match et remporte le second set et le match 6-2 sur une énième double faute de sa compatriote et amie. Svetlana Kuznetsova remporte donc son deuxième titre du Grand Chelem, près de 5 ans après le premier à l'US Open en 2004,,.
Par la suite, elle peine à confirmer, mais arrive cependant en finale du premier mandatory à Pékin. Elle vainc facilement en deux sets ses compatriotes, Anastasia Pavlyuchenkova en quart et Nadia Petrova en demi-finale. Lors de la finale, elle bat plutôt aisément Agnieszka Radwańska (6-2, 6-4), décrochant ainsi son 12e titre, le dernier titre gagnée par la Russe qui reste le plus important à l'heure actuelle.

### 2010-2012 - Saisons en dents de scie
En 2010, Svetlana Kouznetsova commence doucement en réalisant un huitième de finale à l'Open d'Australie, en perdant face à sa compatriote Nadia Petrova en trois manches. Par la suite, elle chutera au classement du fait de contre-performances. Alors tenante du titre, elle défend les points de sa victoire à Roland-Garros alors tête de série numéro 6, mais perdra à la surprise au troisième tour et en trois manches, face à sa compatriote Maria Kirilenko.
En août, elle participe au tournoi Premier de San Diego, elle bat d'abord Yanina Wickmayer (6-3, 2-6, 6-1), puis assez difficilement au tour suivant Sara Errani (6-1, 6-75, 7-5) au terme d'un match accroché ; avant de dérouler les deux tours suivant en battant Coco Vandeweghe et Flavia Pennetta en deux manches, et finalement remporter le titre face à Agnieszka Radwańska, (6-4, 67-7, 6-3) qui est 10e mondiale et ainsi gagner son 13e titre. Ensuite à Montréal, elle arrive jusqu'en demi-finale en rebattant Radwańska notamment mais perdant sèchement (2-6, 3-6) face à la future lauréate, Caroline Wozniacki, 2e mondiale.
En 2011, Svetlana réalise de superbes matchs à l'Open d'Australie, en battant au troisième tour Justine Henin, sa bête noire et finaliste de l'édition précédente, en deux manches (6-4, 7-68) , avant de jouer un match d'anthologie en huitième face à Francesca Schiavone, 7e mondiale, signant le match le plus long à Melbourne après 4h44 de combat acharné, mais conclut cependant par une défaite (4-6, 6-1, 14-16).
En février pour le Premier 5 de Dubaï, elle réalise un super parcours en prenant sa revanche (1-6, 6-0, 7-5) sur Schiavone alors 4e mondiale au troisième tour, puis la 10e Agnieszka Radwańska lors des quarts de finale (7-67, 6-3), et enfin battre plutôt facilement en demi-finale Flavia Pennetta en deux manches, pour se qualifier pour la finale et affronter à nouveau Caroline Wozniacki 2e mondiale. Elle se fera cependant battre facilement en deux manches (1-6, 3-6) par la Danoise.
Sur la terre battue à Roland-Garros, elle arrive jusqu'en quart de finale, en battant Magdaléna Rybáriková, Irina-Camelia Begu et Rebecca Marino en deux sets sec. En huitième, elle bat plutôt difficilement Daniela Hantuchová (6-76, 6-3, 6-2), avant de buter en quart sur Marion Bartoli 11e mondiale (6-74, 4-6).
Enfin à l'US Open, elle se qualifie facilement pour les huitièmes avant de perdre contre la Danoise Wozniacki à nouveau et 1re mondiale en trois manches accrochées (7-66, 5-7, 1-6) alors qu'elle menée 7-6, 4-1 avant de perdre le fil.
En 2012, elle fait une demi-finale à Auckland pour son premier tournoi en perdant la Chinoise Zheng Jie. Elle refait surface à Roland-Garros, où elle bat au troisième tour Agnieszka Radwańska 3e (6-1, 6-2) assez facilement, puis se fera sortir au tour suivant par Sara Errani en deux manches, la future finaliste. Elle termine cependant sa saison prématurément à Wimbledon.

### 2013 - Retour en Grand Chelem
Pour cette saison, elle commence par une défaite d'entrée à Auckland, avant d'arriver jusqu'en quart (en ayant passé les qualifications) au tournoi de Sydney, en battant Julia Görges et Caroline Wozniacki en trois manches serré, mais perdant contre Angelique Kerber. Pour le premier Grand Chelem de l'année, à l'Open d'Australie, elle réalise un bon parcours pour un retour malgré ses dernières blessures, en battant Lourdes Domínguez Lino et Hsieh Su-wei en deux manches sèches, puis Carla Suárez Navarro (6-2, 4-6, 6-3) et à nouveau Wozniacki (6-2, 2-6, 7-5) en huitième. Elle se fera battre par la future lauréate et no 1 mondiale, Victoria Azarenka (5-7, 1-6) en quart de finale.
À Indian Wells et Miami, elle perd au troisième tour à chaque fois, en ayant battue Jelena Janković mais perdant contre Marion Bartoli; et après battue Ekaterina Makarova en deux sets mais perdant sèchement contre Ana Ivanović.
Pour la terre battue, à Madrid, elle bat la 11e mondiale et compatriote Nadia Petrova (7-62, 4-6, 6-4) mais perdra contre la no 6 Angelique Kerber (6-3, 4-6, 5-7) dans un match accroché. Arrive Roland-Garros où elle n'a pas beaucoup jouée, mais réalisera à nouveau un bon parcours. Battant (6-4, 6-2) Ekaterina Makarova au premier tour, puis Magdaléna Rybáriková et Bojana Jovanovski, avant de vaincre en huitième l'Allemande Kerber (6-4, 4-6, 6-3) alors 8e mondiale, mais sera battue contre la no 1 Serena Williams dans un match accroché de près de deux heures (1-6, 6-3, 3-6), prenant à l'Américaine le seul set du tournoi qu'elle perdra.
Après des forfaits et plusieurs éliminations précoces, elle revient pour la tournée asiatique en enchaînant les matchs avec un quart à Tokyo en ayant battue Sara Errani en deux sets et le tournoi de Moscou en atteignant les demi-finales, et battant la tête de série no 2 Roberta Vinci (6-2, 6-3), mais perdant contre Samantha Stosur en deux petits sets.

### 2014 - Quart à Roland-Garros
Le début de l'année est catastrophique avec des éliminations précoces, revenant brièvement pour Indian Wells en passant la qualifiée Barbora Strýcová, mais tombant contre Petra Kvitová en trois manches, avec un 6-0 infligé.
Pour la saison sur terre, à Stuttgart elle vainc notamment (7-5, 7-64), Simona Halep, 5e mondiale. Puis elle atteint la finale de d'Estoril, en battant Eugenie Bouchard tête de série no 2 (6-4, 6-1), mais perdant contre Carla Suárez Navarro en trois manches. Elle signe encore comme l'an passée, un bon tournoi de Roland-Garros, en battant Camila Giorgi au deuxième tour, puis dans un match intense bouclée en trois manches (6-73, 6-1, 9-7) face à Petra Kvitová, 6e mondiale après plus de 3h00 de jeu. Après une autre Tchèque Lucie Šafářová (24e mondiale) (6-3, 6-4) pour arriver jusqu'en quart de finale où elle perdra de façon sèche (2-6, 2-6) en 1h20 contre Simona Halep, 4e mondiale et future finaliste.
Fin juillet, à Washington, elle bat Polona Hercog, Kirsten Flipkens, en quart profitant du forfait de Vania King et battant Ekaterina Makarova facilement pour se qualifier pour la finale. À ce moment, elle affronte Kurumi Nara, qu'elle vainc (6-3, 4-6, 6-4) remportant ainsi le 14e titre de sa carrière après quatre ans de disette.
Enfin à Pékin, elle réalise un dernier bon tournoi en parvenant en quart de finale, après avoir battue au tour d'avant Angelique Kerber (2-6, 6-4, 6-3) alors 10e mondiale, mais sera battue sèchement (0-6, 4-6) par sa compatriote Maria Sharapova, future lauréate.

### 2015 - Finale à Madrid et titrePremierà Moscou
Le début de l'année est également catastrophique avec des éliminations précoces comme en 2014, mais revenant pour Miami en passant Alison Riske et Angelique Kerber (6-3, 3-6, 6-3), avant de tomber contre Serena Williams au quatrième tour en deux manches, (2-6, 3-6).
Elle rebondit complètement au tournoi de Madrid en éliminant de bonne joueuses sur la terre battue. Au premier tour Ekaterina Makarova (6-2, 6-1) 8e mondiale, après Garbiñe Muguruza (6-3, 5-7, 7-5) dans un match bien accroché de 2h32, Sam Stosur (5-7, 6-2, 7-65 au troisième tour de 2h43 de jeu, puis en quart la Tchèque Lucie Šafářová dans un marathon de plus de 3h00 fini au bout du suspense en trois manches (5-7, 7-65, 7-63) et ainsi se qualifier pour le dernier carré. Elle bat la 3e mondiale, compatriote et tenante du titre Maria Sharapova, (6-2, 6-4) en 1h32 pour se qualifier pour la finale. Elle fait face à une autre Tchèque Petra Kvitová 4e mondiale, qui a battu Serena Williams au tour précédent, avec sa semaine chargée et à bout physiquement, elle perd facilement (1-6, 2-6) en une heure de jeu, ne récompensant pas ses bon matchs,. Pour Roland-Garros, elle bat en trois manches Kiki Bertens, avant de disputer un match dingue et dantesque 3h50 de jeu contre Francesca Schiavone, qu'elle finira par perdre au bout du suspense (7-611, 5-7, 8-10) et échouant à seulement 17 minutes du record pour un match féminin à Roland-Garros.
À Wimbledon, elle perd au deuxième tour contre Kristýna Plíšková en trois manches alors 134e mondiale.
Elle revient à un meilleur niveau, pour le tournoi Premier de Moscou, en battant deux Tchèques Kateřina Siniaková et Klára Koukalová en deux sets, puis Anastasija Sevastova (5-7, 6-1, 6-3) en quart et en demie, l'Ukrainienne Lesia Tsurenko (6-2, 6-4) pour parvenir en finale. Elle remporte facilement le titre (6-2, 6-1) contre sa compatriote Anastasia Pavlyuchenkova, le 15e de sa carrière.

### 2016 -17etitre, finale à Miami, réintégration dans le top 10 et première demi-finale au Masters
Au contraire de ses deux dernières années, elle débute très bien la tournée australienne par un titre au tournoi Premier de Sydney, battant sur son passage Tammi Patterson, Sabine Lisicki en trois sets, Sara Errani (7-61, 6-0) en quart et surtout la no 2 mondiale, Simona Halep en demie (7-65, 4-6, 6-3) en 2 h 40. En finale, elle affronte la surprise du tournoi, la qualifiée Mónica Puig 94e mondiale, qu'elle domine (6-0, 6-2) en moins d'une heure, remportant son 16e titre. Cependant après ce titre, elle déçoit à l'Open d'Australie en perdant au second tour contre Kateryna Bondarenko, 92e.
Début février à la Fed Cup, elle perd ses deux matchs de simple contre Kiki Bertens 106e sèchement, et surtout Richèl Hogenkamp (6-74, 7-5, 8-10) alors 141e mondiale, dans un match très tendu de 4 h 44 minutes, qui devient le match le plus long de Fed cup.
Elle est de nouveau performante pour le tournoi de Miami, où elle passe Carina Witthöft en trois manches, puis Caroline Garcia (4-6, 6-2, 7-66) à l'issue d'un match très serré de 2 h 32 et surtout en huitième, en battant la no 1 mondiale Serena Williams, (6-73, 6-1, 6-2), l'Américaine n'ayant plus été battue dans son tournoi de prédilection depuis mars 2012. Ensuite elle confirme sa victoire, en battant Ekaterina Makarova (6-73, 6-4, 6-3) après un autre gros combat de 2 h 44 de jeu, et la Suissesse Timea Bacsinszky (7-5, 6-3) en presque deux heures, ce qui la qualifie pour la finale. Fatiguée par ses gros combats tout au long de la semaine, elle est vaincue facilement (3-6, 2-6) en 1 h 17 face à Victoria Azarenka au vu de son nombre de fautes directes.
Sur la terre battue de Prague, elle arrive avec plusieurs difficultés en demi-finale, en perdant un set à chaque fois, mais déclare forfait avant son match. Et à Rome, elle bat plus facilement Caroline Garcia (7-5, 6-4), puis Samantha Stosur (6-4, 6-4) et Daria Gavrilova (6-2, 2-6, 6-3), avant de perdre sèchement en quart de finale contre Serena (2-6, 0-6) qui prend sa revanche de Miami. Enfin à Roland-Garros, elle remporte plutôt facilement sans match accroché ses trois premier tours, avant de perdre contre la no 4 mondiale, Garbiñe Muguruza (3-6, 4-6), la future lauréate.
À Wimbledon, elle passe Caroline Wozniacki (7-5, 6-4), Tara Moore en trois manches, puis l'Américaine Sloane Stephens dans un match tendu (6-71, 6-1, 8-6) de 2 h 30, remontant un handicap à 5-2 dans l'ultime manche, et se qualifie pour les huitièmes de finale, une première depuis 2008. Elle perd contre Serena, malgré un premier set accroché (5-7, 0-6), future lauréate. Elle réintègre le top 10 à l'issue du tournoi, pour la première fois depuis mai 2010.
Elle réalise de bons tournois lors de la tournée américaine de l'été, avec un quart à Montréal en battant Petra Kvitová (7-62, 6-3), mais perdant contre Halep (6-3, 1-6, 1-6) en lâchant complètement le match dès la deuxième manche, face à la future vainqueur. Puis aux Jeux olympiques, elle se qualifie sans forcer en huitième, mais perd face à Johanna Konta (6-3, 5-7, 5-7). Après cela, elle atteint un autre quart à Cincinnati, en battant Alison Riske et Timea Bacsinszky en trois manches, avant d'être vaincue par la future lauréate du tournoi, Karolína Plíšková 17e mondial, (3-6, 6-4, 2-6), et sera la seule à lui prendre un set. Elle arrive ensuite pour l'US Open en passant tranquillement Francesca Schiavone au premier tour, puis perd (4-6, 4-6) contre Caroline Wozniacki de retour de bonne forme, et future demi-finaliste.
Début de la tournée asiatique avec le tournoi de Wuhan, elle bat Belinda Bencic sur abandon dans le deuxième set, puis Madison Brengle (6-0, 6-4) et la tenante du titre, 7e mondiale Venus Williams, (6-2, 6-2) en 1h10 qui se qualifie pour les quarts de finale où elle fera face à la no 4 mondiale, Agnieszka Radwańska. Elle bat la Polonaise dans un match très accroché (1-6, 7-69, 6-4) de près de trois heures, renversant le cours de la partie en sauvant une balle de match dans le tie-break de la deuxième manche. Dans le dernier carré, elle perd contre Dominika Cibulková après 2 h 35 d'un autre match acharné (6-3, 3-6, 4-6). À Pékin, elle perd en deux manche contre l'Américaine Madison Keys. Et à Tianjin, elle atteint le dernier carré où elle perd en trois manche contre Alison Riske.
Elle participe au tournoi de Moscou dont elle est la tenante du titre. Elle passe Alizé Cornet (7-5, 6-4), puis difficilement Tímea Babos (7-5, 6-72, 6-2) en plus de deux heures et l'Ukrainienne Elina Svitolina (6-1, 62-7, 6-4) et ainsi atteindre sa troisième finale de l'année. Elle gagne le tournoi (6-2, 6-1) face à Daria Gavrilova en 1h15 de jeu, gagnant son 17e titre, et se qualifiant tout juste en prenant la dernière place pour le Masters de Singapour, une première depuis 2009. Placée dans le Groupe Blanc avec la no 3 mondiale Agnieszka Radwańska, la no 5 Karolína Plíšková et la no 6 Garbiñe Muguruza. Deux jours après sa finale et le voyage en avion, elle remporte au bout d'un gros combat physique à suspense de 2 h 48 (7-5, 1-6, 7-5) contre la Polonaise Radwańska où elle se coupera également les cheveux, puis elle réalise encore un marathon de 2 h 17 contre la Tchèque Plíšková (3-6, 6-2, 7-66) renversant une situation compromise. Pour son dernier match de poules, épuisée de tous ses matchs et se réservant pour les demi-finales, elle perd contre l'Espagnole Muguruza (6-3, 0-6, 1-6) en 1 h 34. Du fait de tous ses efforts, elle affronte Dominika Cibulková no 8 mondiale mais perd physiquement le match à la fin du deuxième set (6-1, 6-72, 4-6) après deux heures et demie de jeu. Finissant son année dans le top 10 pour la première fois depuis 2009.

### 2017
Alors 10e mondiale, Svetlana Kuznetsova participe à la première levée du Grand Chelem : à l'Open d'Australie, après deux premiers tours faciles, elle élimine Jelena Janković au 3e tour après un match marathon de 3 h 36 (6-4, 5-7, 9-7), alors qu'elle menait tranquillement 6-4, 5-4 avec son service à suivre. Épuisée, elle perd ensuite face à sa compatriote Anastasia Pavlyuchenkova, 27e mondiale, en deux sets.
En mars, à Indian Wells, alors 8e mondiale, Svetlana passe ses deux premiers tours difficilement avant de dérouler aux deux matchs suivants face à Caroline Garcia (no 25) puis Anastasia Pavlyuchenkova (no 21). Elle se défait en demi-finale de Karolína Plíšková, no 3 mondiale, à l'issue de deux sets disputés au tie-break, et atteint de fait sa première finale de Premier Mandatory depuis Miami en 2016. La finale est âprement disputée mais c'est finalement sa compatriote Elena Vesnina 15e mondiale qui, au bout de 3 heures de match, remporte le tournoi (7-66, 5-7, 4-6) dans la plus longue finale de l'histoire du tournoi californien. Son parcours en Californie lui permet de rejoindre le 7e rang mondial. Par la suite à Miami, Kuznetsova passe ses deux premiers tours facilement avant d'affronter et de perdre contre Venus Williams (3-6, 6-74), dans une fin de match tendue à cause d'un incident.
Sur la terre battue européenne, elle se qualifie pour la demi-finale au tournoi de Madrid, en battant Yaroslava Shvedova, puis difficilement Alison Riske (2-6, 7-69, 6-2), puis la qualifiée Wang Qiang et enfin la Canadienne Eugenie Bouchard (6-4, 6-0) très facilement. Dans le dernier carré, elle affronte sa partenaire de double Kristina Mladenovic et perd (4-6, 6-74) en 1 h 43 dans un match intense avec de beaux échanges. Juste après au tournoi de Rome, elle vainc Kateřina Siniaková d'entrée pour rallier les huitièmes mais tombe (6-2, 5-7, 4-6) contre la qualifiée Daria Gavrilova qui avait oublié de s'inscrire au tournoi. En sa qualité de vainqueur de Roland-Garros 2009, elle reste une grosse outsider pour cette édition 2017 avec les absences de Serena Williams, Maria Sharapova ou encore Victoria Azarenka. Chaque tour sera plus difficile à passer pour arriver en seconde semaine. Battant Christina McHale (7-5, 6-4), puis en plus de deux heures et demie la Française Océane Dodin (7-65, 5-7, 6-3) et la Chinoise Zhang Shuai (7-65, 4-6, 7-5) dans une rencontre encore plus compliquée bouclée après plus de trois heures et demie de jeu. Elle est battue en huitième par la 12e mondiale Caroline Wozniacki (1-6, 6-4, 2-6) de manière surprenante, sachant que la Danoise ne porte pas la terre battue dans son cœur.
Période sur gazon, à Eastbourne, elle passe Mona Barthel et sa partenaire de double Kristina Mladenovic (6-4, 2-6, 6-3), mais perd (7-67, 2-6, 4-6) contre la 3e mondiale et future lauréate de l'épreuve, la Tchèque Karolína Plíšková. À Wimbledon, Svetlana atteint également les quarts de finale, une première à Londres depuis 2007 et en Grand Chelem depuis Roland-Garros en 2014. Pour cela, elle vainc sur son parcours, sans perdre la moindre manche, la qualifiée Ons Jabeur, sa compatriote Ekaterina Makarova, puis une autre qualifiée Polona Hercog, et surtout la 10e mondiale, Agnieszka Radwańska.

## Palmarès

### Titres en simple dames
| No | Date       | Nom et lieu du tournoi                          | Catégorie | Dotation     | Surface      | Finaliste           | Score          |          |
| -- | ---------- | ----------------------------------------------- | --------- | ------------ | ------------ | ------------------- | -------------- | -------- |
| 1  | 05-08-2002 | Nordea Nordic Light Open, Espoo                 | Tier IV   | 140 000 $    | Terre (ext.) | Denisa Chládková    | 0-6, 6-3, 7-62 | Parcours |
| 2  | 23-09-2002 | Wismilak International, Bali                    | Tier III  | 225 000 $    | Dur (ext.)   | Conchita Martínez   | 3-6, 7-64, 7-5 | Parcours |
| 3  | 14-06-2004 | Hastings Direct Int’l Championships, Eastbourne | Tier II   | 585 000 $    | Gazon (ext.) | Daniela Hantuchová  | 2-6, 7-62, 6-4 | Parcours |
| 4  | 30-08-2004 | US Open, Flushing Meadows                       | G. Chelem | 7 017 780 $  | Dur (ext.)   | Elena Dementieva    | 6-3, 7-5       | Parcours |
| 5  | 13-09-2004 | Wismilak International, Bali                    | Tier III  | 225 000 $    | Dur (ext.)   | Marlene Weingärtner | 6-1, 6-4       | Parcours |
| 6  | 20-03-2006 | NASDAQ-100 Open, Miami                          | Tier I    | 3 450 000 $  | Dur (ext.)   | Maria Sharapova     | 6-4, 6-3       | Parcours |
| 7  | 11-09-2006 | Wismilak International, Bali                    | Tier III  | 225 000 $    | Dur (ext.)   | Marion Bartoli      | 7-5, 6-2       | Parcours |
| 8  | 18-09-2006 | China Open, Pékin                               | Tier II   | 600 000 $    | Dur (ext.)   | Amélie Mauresmo     | 6-4, 6-0       | Parcours |
| 9  | 20-08-2007 | Pilot Pen Tennis by Schick, New Haven           | Tier II   | 600 000 $    | Dur (ext.)   | Ágnes Szávay        | 4-6, 3-0, ab.  | Parcours |
| 10 | 27-04-2009 | Porsche Tennis Grand Prix, Stuttgart            | Premier   | 700 000 $    | Terre (int.) | Dinara Safina       | 6-4, 6-3       | Parcours |
| 11 | 24-05-2009 | Roland-Garros, Paris                            | G. Chelem | 10 009 638 $ | Terre (ext.) | Dinara Safina       | 6-4, 6-2       | Parcours |
| 12 | 03-10-2009 | China Open, Pékin                               | PREMIER*  | 4 500 000 $  | Dur (ext.)   | Agnieszka Radwańska | 6-2, 6-4       | Parcours |
| 13 | 02-08-2010 | Mercury Insurance Open, San Diego               | Premier   | 700 000 $    | Dur (ext.)   | Agnieszka Radwańska | 6-4, 6-77, 6-3 | Parcours |
| 14 | 28-07-2014 | Citi Open, Washington                           | Intern'l  | 250 000 $    | Dur (ext.)   | Kurumi Nara         | 6-3, 4-6, 6-4  | Parcours |
| 15 | 19-10-2015 | Kremlin Cup by Bank of Moscow, Moscou           | Premier   | 768 000 $    | Dur (int.)   | A. Pavlyuchenkova   | 6-2, 6-1       | Parcours |
| 16 | 10-01-2016 | Apia International Sydney, Sydney               | Premier   | 753 000 $    | Dur (ext.)   | Mónica Puig         | 6-0, 6-2       | Parcours |
| 17 | 17-10-2016 | VTB Kremlin Cup, Moscou                         | Premier   | 823 888 $    | Dur (int.)   | Daria Gavrilova     | 6-2, 6-1       | Parcours |
| 18 | 30-07-2018 | Citi Open, Washington                           | Intern'l  | 250 000 $    | Dur (ext.)   | Donna Vekić         | 4-6, 7-67, 6-2 | Parcours |

### Finales en simple dames
| No | Date       | Nom et lieu du tournoi                | Catégorie | Dotation    | Surface      | Vainqueure             | Score          |          |
| -- | ---------- | ------------------------------------- | --------- | ----------- | ------------ | ---------------------- | -------------- | -------- |
| 1  | 23-02-2004 | Duty Free Women’s Open, Dubaï         | Tier II   | 585 000 $   | Dur (ext.)   | Justine Henin Hardenne | 7-63, 6-3      | Parcours |
| 2  | 01-03-2004 | Qatar Total Open, Doha                | Tier II   | 600 000 $   | Dur (ext.)   | Anastasia Myskina      | 4-6, 6-4, 6-4  | Parcours |
| 3  | 26-04-2004 | J&S Cup, Varsovie                     | Tier II   | 585 000 $   | Terre (ext.) | Venus Williams         | 6-1, 6-4       | Parcours |
| 4  | 20-09-2004 | China Open, Pékin                     | Tier II   | 585 000 $   | Dur (ext.)   | Serena Williams        | 4-6, 7-5, 6-4  | Parcours |
| 5  | 25-04-2005 | J&S Cup, Varsovie                     | Tier II   | 585 000 $   | Terre (ext.) | Justine Henin Hardenne | 3-6, 6-2, 7-5  | Parcours |
| 6  | 01-05-2006 | J&S Cup, Varsovie                     | Tier II   | 600 000 $   | Terre (ext.) | Kim Clijsters          | 7-5, 6-2       | Parcours |
| 7  | 29-05-2006 | Roland-Garros, Paris                  | G. Chelem | 6 747 626 $ | Terre (ext.) | Justine Henin Hardenne | 6-4, 6-4       | Parcours |
| 8  | 26-02-2007 | Qatar Total Open, Doha                | Tier II   | 1 340 000 $ | Dur (ext.)   | Justine Henin          | 6-4, 6-2       | Parcours |
| 9  | 05-03-2007 | Pacific Life Open, Indian Wells       | Tier I    | 2 100 000 $ | Dur (ext.)   | Daniela Hantuchová     | 6-3, 6-4       | Parcours |
| 10 | 07-05-2007 | Qatar Telecom German Open, Berlin     | Tier I    | 1 340 000 $ | Terre (ext.) | Ana Ivanović           | 3-6, 6-4, 7-64 | Parcours |
| 11 | 14-05-2007 | Internazionali d'Italia, Rome         | Tier I    | 1 340 000 $ | Terre (ext.) | Jelena Janković        | 7-5, 6-1       | Parcours |
| 12 | 27-08-2007 | US Open, Flushing Meadows             | G. Chelem | 9 098 000 $ | Dur (ext.)   | Justine Henin          | 6-1, 6-3       | Parcours |
| 13 | 07-01-2008 | Medibank International, Sydney        | Tier II   | 600 000 $   | Dur (ext.)   | Justine Henin          | 4-6, 6-2, 6-4  | Parcours |
| 14 | 25-02-2008 | Barclays Tennis Championships, Dubaï  | Tier II   | 1 500 000 $ | Dur (ext.)   | Elena Dementieva       | 4-6, 6-3, 6-2  | Parcours |
| 15 | 10-03-2008 | Pacific Life Open, Indian Wells       | Tier I    | 2 100 000 $ | Dur (ext.)   | Ana Ivanović           | 6-4, 6-3       | Parcours |
| 16 | 15-09-2008 | Toray Pan Pacific Open, Tokyo         | Tier I    | 1 340 000 $ | Dur (ext.)   | Dinara Safina          | 6-1, 6-3       | Parcours |
| 17 | 22-09-2008 | China Open, Pékin                     | Tier II   | 600 000 $   | Dur (ext.)   | Jelena Janković        | 6-3, 6-2       | Parcours |
| 18 | 04-05-2009 | Internazionali BNL d'Italia, Rome     | Premier 5 | 2 000 000 $ | Terre (ext.) | Dinara Safina          | 6-3, 6-2       | Parcours |
| 19 | 14-02-2011 | Duty Free Tennis Championships, Dubaï | Premier 5 | 2 050 000 $ | Dur (ext.)   | Caroline Wozniacki     | 6-1, 6-3       | Parcours |
| 20 | 28-04-2014 | Portugal Open, Oeiras                 | Intern'l  | 250 000 $   | Terre (ext.) | Carla Suárez Navarro   | 6-4, 3-6, 6-4  | Parcours |
| 21 | 02-05-2015 | Mutua Madrid Open, Madrid             | PREMIER*  | 4 785 714 $ | Terre (ext.) | Petra Kvitová          | 6-1, 6-2       | Parcours |
| 22 | 22-03-2016 | Miami Open, Miami                     | PREMIER*  | 6 844 139 $ | Dur (ext.)   | Victoria Azarenka      | 6-3, 6-2       | Parcours |
| 23 | 08-03-2017 | BNP Paribas Open, Indian Wells        | PREMIER*  | 7 669 423 $ | Dur (ext.)   | Elena Vesnina          | 6-76, 7-5, 6-4 | Parcours |
| 24 | 12-08-2019 | Western & Southern Open, Cincinnati   | Premier 5 | 2 643 736 $ | Dur (ext.)   | Madison Keys           | 7-5, 7-65      | Parcours |

### Titres en double dames
| No | Date       | Nom et lieu du tournoi                         | Catégorie | Dotation     | Surface         | Partenaire          | Finalistes                             | Score            |          |
| -- | ---------- | ---------------------------------------------- | --------- | ------------ | --------------- | ------------------- | -------------------------------------- | ---------------- | -------- |
| 1  | 22-07-2002 | Idea Prokom Open Sopot                         | Tier III  | 300 000 $    | Terre (ext.)    | Arantxa Sánchez     | Evgenia Kulikovskaya Ekaterina Sysoeva | 6-2, 6-2         | Parcours |
| 2  | 05-08-2002 | Nordea Nordic Light Open Espoo                 | Tier IV   | 140 000 $    | Terre (ext.)    | Arantxa Sánchez     | Eva Bes-Ostariz María José Martínez    | 6-3, 6-75, 6-3   | Parcours |
| 3  | 16-09-2002 | Toyota Princess Cup Tokyo                      | Tier II   | 585 000 $    | Dur (ext.)      | Arantxa Sánchez     | Petra Mandula Patricia Wartusch        | 6-2, 6-4         | Parcours |
| 4  | 30-12-2002 | Uncle Tobys Hard Court Gold Coast              | Tier III  | 170 000 $    | Dur (ext.)      | Martina Navrátilová | Nathalie Dechy Émilie Loit             | 6-4, 6-4         | Parcours |
| 5  | 17-02-2003 | Duty Free Women’s Open Dubaï                   | Tier II   | 585 000 $    | Dur (ext.)      | Martina Navrátilová | Cara Black Elena Likhovtseva           | 6-3, 7-67        | Parcours |
| 6  | 12-05-2003 | Telecom Italia Masters Rome                    | Tier I    | 1 300 000 $  | Terre (ext.)    | Martina Navrátilová | Jelena Dokić Nadia Petrova             | 6-4, 5-7, 6-2    | Parcours |
| 7  | 11-08-2003 | Coupe Rogers AT&T Toronto                      | Tier I    | 1 325 000 $  | Dur (ext.)      | Martina Navrátilová | María Vento-Kabchi Angelique Widjaja   | 3-6, 6-1, 6-1    | Parcours |
| 8  | 22-09-2003 | Sparkassen Cup Leipzig                         | Tier II   | 585 000 $    | Moquette (int.) | Martina Navrátilová | Elena Likhovtseva Nadia Petrova        | 3-6, 6-1, 6-3    | Parcours |
| 9  | 05-01-2004 | Uncle Tobys Hard Court Gold Coast              | Tier III  | 170 000 $    | Dur (ext.)      | Elena Likhovtseva   | Liezel Huber Magdalena Maleeva         | 6-3, 6-4         | Parcours |
| 10 | 01-03-2004 | Qatar Total Open Doha                          | Tier II   | 600 000 $    | Dur (ext.)      | Elena Likhovtseva   | Janette Husárová Conchita Martínez     | 7-64, 6-2        | Parcours |
| 11 | 17-01-2005 | Australian Open Melbourne                      | G. Chelem | 5 952 601 $  | Dur (ext.)      | Alicia Molik        | Lindsay Davenport Corina Morariu       | 6-3, 6-4         | Parcours |
| 12 | 23-03-2005 | NASDAQ-100 Open Miami                          | Tier I    | 3 115 000 $  | Dur (ext.)      | Alicia Molik        | Lisa Raymond Rennae Stubbs             | 7-5, 6-75, 6-2   | Parcours |
| 13 | 19-06-2006 | Hastings Direct Int’l Championships Eastbourne | Tier II   | 600 000 $    | Gazon (ext.)    | Amélie Mauresmo     | Liezel Huber Martina Navrátilová       | 6-2, 6-4         | Parcours |
| 14 | 25-03-2009 | Sony Ericsson Open Miami                       | PREMIER*  | 4 500 000 $  | Dur (ext.)      | Amélie Mauresmo     | Květa Peschke Lisa Raymond             | 4-6, 6-3, [10-3] | Parcours |
| 15 | 16-01-2012 | Australian Open Melbourne                      | G. Chelem | 12 122 762 $ | Dur (ext.)      | Vera Zvonareva      | Sara Errani Roberta Vinci              | 5-7, 6-4, 6-3    | Parcours |
| 16 | 14-10-2013 | Kremlin Cup by Bank of Moscow Moscou           | Premier   | 795 707 $    | Dur (int.)      | Samantha Stosur     | Alla Kudryavtseva Anastasia Rodionova  | 6-1, 1-6, [10-8] | Parcours |

### Finales en double dames
| No | Date       | Nom et lieu du tournoi         | Catégorie | Dotation    | Surface      | Vainqueures                         | Partenaire          | Score          |          |
| -- | ---------- | ------------------------------ | --------- | ----------- | ------------ | ----------------------------------- | ------------------- | -------------- | -------- |
| 1  | 23-09-2002 | Wismilak International Bali    | Tier III  | 225 000 $   | Dur (ext.)   | Cara Black Virginia Ruano Pascual   | Arantxa Sánchez     | 6-2, 6-3       | Parcours |
| 2  | 30-09-2002 | AIG Japan Open Tokyo           | Tier III  | 170 000 $   | Dur (ext.)   | Shinobu Asagoe Nana Miyagi          | Arantxa Sánchez     | 6-4, 4-6, 6-4  | Parcours |
| 3  | 25-08-2003 | US Open Flushing Meadows       | G. Chelem | 6 682 980 $ | Dur (ext.)   | Virginia Ruano Pascual Paola Suárez | Martina Navrátilová | 6-2, 6-3       | Parcours |
| 4  | 19-01-2004 | Australian Open Melbourne      | G. Chelem | 5 590 310 $ | Dur (ext.)   | Virginia Ruano Pascual Paola Suárez | Elena Likhovtseva   | 6-4, 6-3       | Parcours |
| 5  | 23-02-2004 | Duty Free Women’s Open Dubaï   | Tier II   | 585 000 $   | Dur (ext.)   | Janette Husárová Conchita Martínez  | Elena Likhovtseva   | 6-0, 1-6, 6-3  | Parcours |
| 6  | 08-03-2004 | Pacific Life Open Indian Wells | Tier I    | 2 100 000 $ | Dur (ext.)   | Virginia Ruano Pascual Paola Suárez | Elena Likhovtseva   | 6-1, 6-2       | Parcours |
| 7  | 24-03-2004 | NASDAQ-100 Open Miami          | Tier I    | 3 060 000 $ | Dur (ext.)   | Nadia Petrova Meghann Shaughnessy   | Elena Likhovtseva   | 6-2, 6-3       | Parcours |
| 8  | 24-05-2004 | Roland-Garros Paris            | G. Chelem | 5 982 126 $ | Terre (ext.) | Virginia Ruano Pascual Paola Suárez | Elena Likhovtseva   | 6-0, 6-3       | Parcours |
| 9  | 14-06-2004 | Int’l Championships Eastbourne | Tier II   | 585 000 $   | Gazon (ext.) | Alicia Molik Magüi Serna            | Elena Likhovtseva   | 6-4, 6-4       | Parcours |
| 10 | 30-08-2004 | US Open Flushing Meadows       | G. Chelem | 7 017 780 $ | Dur (ext.)   | Virginia Ruano Pascual Paola Suárez | Elena Likhovtseva   | 6-4, 7-5       | Parcours |
| 11 | 13-09-2004 | Wismilak International Bali    | Tier III  | 225 000 $   | Dur (ext.)   | Anastasia Myskina Ai Sugiyama       | Arantxa Sánchez     | 6-3, 7-5       | Parcours |
| 12 | 28-02-2005 | Duty Free Women’s Open Dubaï   | Tier II   | 1 000 000 $ | Dur (ext.)   | Virginia Ruano Pascual Paola Suárez | Alicia Molik        | 6-77, 6-2, 6-1 | Parcours |
| 13 | 20-06-2005 | The Championships Wimbledon    | G. Chelem | 7 285 286 $ | Gazon (ext.) | Cara Black Liezel Huber             | Amélie Mauresmo     | 6-2, 6-1       | Parcours |
| 14 | 20-02-2006 | Duty Free Women’s Open Dubaï   | Tier II   | 1 000 000 $ | Dur (ext.)   | Květa Peschke Francesca Schiavone   | Nadia Petrova       | 3-6, 7-61, 6-3 | Parcours |
| 15 | 19-02-2007 | Tennis Championships Dubaï     | Tier II   | 1 500 000 $ | Dur (ext.)   | Cara Black Liezel Huber             | Alicia Molik        | 7-66, 6-4      | Parcours |

## Parcours en Grand Chelem

### En simple dames
| Année | Open d'Australie | Open d'Australie    | Internationaux de France | Internationaux de France | Wimbledon       | Wimbledon           | US Open         | US Open             |
| ----- | ---------------- | ------------------- | ------------------------ | ------------------------ | --------------- | ------------------- | --------------- | ------------------- |
| 2002  | 2e tour (1/32)   | Iroda Tulyaganova   | Q2                       | L. Domínguez Lino        | Q2              | Elena Tatarkova     | 3e tour (1/16)  | Silvia Farina       |
| 2003  | 1er tour (1/64)  | Venus Williams      | 1er tour (1/64)          | Meghann Shaughnessy      | 1/4 de finale   | Justine Henin       | 3e tour (1/16)  | Kim Clijsters       |
| 2004  | 3e tour (1/16)   | Justine Henin       | 4e tour (1/8)            | Anastasia Myskina        | 1er tour (1/64) | Virginie Razzano    | Victoire        | Elena Dementieva    |
| 2005  | 1/4 de finale    | Maria Sharapova     | 4e tour (1/8)            | Justine Henin            | 1/4 de finale   | Lindsay Davenport   | 1er tour (1/64) | Ekaterina Bychkova  |
| 2006  | 4e tour (1/8)    | Lindsay Davenport   | Finale                   | Justine Henin            | 3e tour (1/16)  | Li Na               | 4e tour (1/8)   | Jelena Janković     |
| 2007  | 4e tour (1/8)    | Shahar Peer         | 1/4 de finale            | Ana Ivanović             | 1/4 de finale   | Venus Williams      | Finale          | Justine Henin       |
| 2008  | 3e tour (1/16)   | Agnieszka Radwańska | 1/2 finale               | Dinara Safina            | 4e tour (1/8)   | Agnieszka Radwańska | 3e tour (1/16)  | Katarina Srebotnik  |
| 2009  | 1/4 de finale    | Serena Williams     | Victoire                 | Dinara Safina            | 3e tour (1/16)  | Sabine Lisicki      | 4e tour (1/8)   | Caroline Wozniacki  |
| 2010  | 4e tour (1/8)    | Nadia Petrova       | 3e tour (1/16)           | Maria Kirilenko          | 2e tour (1/32)  | Anastasia Rodionova | 4e tour (1/8)   | Dominika Cibulková  |
| 2011  | 4e tour (1/8)    | Francesca Schiavone | 1/4 de finale            | Marion Bartoli           | 3e tour (1/16)  | Yanina Wickmayer    | 4e tour (1/8)   | Caroline Wozniacki  |
| 2012  | 3e tour (1/16)   | Sabine Lisicki      | 4e tour (1/8)            | Sara Errani              | 1er tour (1/64) | Yanina Wickmayer    | —               | —                   |
| 2013  | 1/4 de finale    | Victoria Azarenka   | 1/4 de finale            | Serena Williams          | —               | —                   | 3e tour (1/16)  | Flavia Pennetta     |
| 2014  | 1er tour (1/64)  | Elina Svitolina     | 1/4 de finale            | Simona Halep             | 1er tour (1/64) | M.L. de Brito       | 1er tour (1/64) | Marina Erakovic     |
| 2015  | 1er tour (1/64)  | Caroline Garcia     | 2e tour (1/32)           | Francesca Schiavone      | 2e tour (1/32)  | Kristýna Plíšková   | 1er tour (1/64) | Kristina Mladenovic |
| 2016  | 2e tour (1/32)   | Kateryna Bondarenko | 4e tour (1/8)            | Garbiñe Muguruza         | 4e tour (1/8)   | Serena Williams     | 2e tour (1/32)  | Caroline Wozniacki  |
| 2017  | 4e tour (1/8)    | A. Pavlyuchenkova   | 4e tour (1/8)            | Caroline Wozniacki       | 1/4 de finale   | Garbiñe Muguruza    | 2e tour (1/32)  | Kurumi Nara         |
| 2018  | —                | —                   | 1er tour (1/64)          | Garbiñe Muguruza         | 1er tour (1/64) | Barbora Strýcová    | 1er tour (1/64) | Venus Williams      |
| 2019  | —                | —                   | 1er tour (1/64)          | Kristína Kučová          | 1er tour (1/64) | Alison Van Uytvanck | 1er tour (1/64) | Kristie Ahn         |
| 2020  | 2e tour (1/32)   | Camila Giorgi       | 1er tour (1/64)          | A. Pavlyuchenkova        | Annulé          | Annulé              | —               | —                   |
| 2021  | 2e tour (1/32)   | Belinda Bencic      | 1er tour (1/64)          | Victoria Azarenka        | 1er tour (1/64) | Lesley Kerkhove     | —               | —                   |

N.B. : à droite du résultat se trouve le nom de l'ultime adversaire.

### En double dames
| Année | Open d'Australie              | Open d'Australie            | Internationaux de France      | Internationaux de France       | Wimbledon                     | Wimbledon                       | US Open                    | US Open                       |
| ----- | ----------------------------- | --------------------------- | ----------------------------- | ------------------------------ | ----------------------------- | ------------------------------- | -------------------------- | ----------------------------- |
| 2002  | —                             | —                           | —                             | —                              | 1er tour (1/32) Gisela Dulko  | Cara Black Likhovtseva          | 2e tour (1/16) de los Ríos | A. Cargill A. Harkleroad      |
| 2003  | 3e tour (1/8) Navrátilová     | S. Williams V. Williams     | 3e tour (1/8) Navrátilová     | D. Hantuchová Chanda Rubin     | 1/4 de finale Navrátilová     | Kim Clijsters Ai Sugiyama       | Finale Navrátilová         | V. Ruano Paola Suárez         |
| 2004  | Finale Likhovtseva            | V. Ruano Paola Suárez       | Finale Likhovtseva            | V. Ruano Paola Suárez          | 1/4 de finale Likhovtseva     | Liezel Huber Ai Sugiyama        | Finale Likhovtseva         | V. Ruano Paola Suárez         |
| 2005  | Victoire Alicia Molik         | L. Davenport C. Morariu     | 2e tour (1/16) Mary Pierce    | J. Husárová C. Martínez        | Finale A. Mauresmo            | Cara Black Liezel Huber         | 1/4 de finale Alicia Molik | A.-L. Grönefeld Navrátilová   |
| 2006  | 3e tour (1/8) A. Mauresmo     | V. Ruano Paola Suárez       | —                             | —                              | 2e tour (1/16) A. Mauresmo    | L. Hradecká Hana Šromová        | —                          | —                             |
| 2007  | 2e tour (1/16) M. Hingis      | V. Dushevina M. Kirilenko   | —                             | —                              | 1/4 de finale Nadia Petrova   | Cara Black Liezel Huber         | —                          | —                             |
| 2008  | 2e tour (1/16) A. Mauresmo    | M. Koryttseva T. Perebiynis | —                             | —                              | —                             | —                               | —                          | —                             |
| 2009  | 1er tour (1/32) Nadia Petrova | S. Williams V. Williams     | —                             | —                              | 3e tour (1/8) A. Mauresmo     | S. Stosur Rennae Stubbs         | —                          | —                             |
| 2010  | 3e tour (1/8) V. Azarenka     | Cara Black Liezel Huber     | —                             | —                              | 2e tour (1/16) Aravane Rezaï  | Nadia Petrova S. Stosur         | —                          | —                             |
| 2011  | —                             | —                           | 2e tour (1/16) V. Zvonareva   | Vania King Y. Shvedova         | —                             | —                               | —                          | —                             |
| 2012  | Victoire V. Zvonareva         | Sara Errani Roberta Vinci   | —                             | —                              | —                             | —                               | —                          | —                             |
| 2013  | 2e tour (1/16) Y. Wickmayer   | N. Llagostera Zheng Jie     | 2e tour (1/16) F. Pennetta    | K. Mladenovic G. Voskoboeva    | —                             | —                               | 2e tour (1/16) S. Stosur   | Hsieh Su-wei Peng Shuai       |
| 2014  | 2e tour (1/16) S. Stosur      | Alizé Cornet C. Garcia      | 1er tour (1/32) S. Stosur     | Hsieh Su-wei Peng Shuai        | —                             | —                               | —                          | —                             |
| 2015  | 3e tour (1/8) S. Stosur       | Kiki Bertens J. Larsson     | —                             | —                              | —                             | —                               | 1er tour (1/32) S. Stosur  | A.-L. Grönefeld C. Vandeweghe |
| 2016  | 3e tour (1/8) Roberta Vinci   | M. Hingis Sania Mirza       | 1/2 finale M. Gasparyan       | C. Garcia K. Mladenovic        | 1er tour (1/32) Roberta Vinci | A.-L. Grönefeld Květa Peschke   | —                          | —                             |
| 2017  | —                             | —                           | 3e tour (1/8) K. Mladenovic   | Bethanie Mattek Lucie Šafářová | 1/4 de finale K. Mladenovic   | Makoto Ninomiya Renata Voráčová | —                          | —                             |
| 2018  | —                             | —                           | 2e tour (1/16) Lucie Šafářová | Sorana Cîrstea Sara Sorribes   | —                             | —                               | —                          | —                             |

Sous le résultat, la partenaire ; à droite, l'ultime équipe adverse.

### En double mixte
| Année | Open d'Australie             | Open d'Australie            | Internationaux de France   | Internationaux de France    | Wimbledon                   | Wimbledon                | US Open | US Open |
| ----- | ---------------------------- | --------------------------- | -------------------------- | --------------------------- | --------------------------- | ------------------------ | ------- | ------- |
| 2003  | 1er tour (1/16) Jeff Coetzee | Likhovtseva Mark Knowles    | 2e tour (1/8) Jared Palmer | Nadia Petrova Paul Haarhuis | 1/4 de finale T. Woodbridge | Liezel Huber Leoš Friedl | —       | —       |
| 2014  | 1er tour (1/16) N. Zimonjić  | An. Rodionova Colin Fleming | —                          | —                           | —                           | —                        | —       | —       |

Sous le résultat, le partenaire ; à droite, l'ultime équipe adverse.

## Parcours en «Premier» et «WTA 1000»
Les tournois WTA « Premier Mandatory » et « Premier 5 » (entre 2009 et 2020) et WTA 1000 (à partir de 2021) constituent les catégories d'épreuves les plus prestigieuses, après les quatre levées du Grand Chelem.

### En simple dames
| Année |              | Premier Mandatory            | Premier Mandatory          | Premier Mandatory            | Premier Mandatory               |       | Premier 5 | Premier 5                   | Premier 5                   | Premier 5                | Premier 5                    | Premier 5 | Premier 5                         |
| Année | Indian Wells | Miami                        | Madrid                     | Pékin                        |                                 | Dubaï | Rome      | Canada                      | Cincinnati                  |                          | Tokyo                        |           |                                   |
| Année | Indian Wells | Miami                        | Madrid                     | Pékin                        |                                 | Doha  | Rome      | Canada                      | Cincinnati                  |                          | Wuhan                        |           |                                   |
| Année | Indian Wells | Miami                        | Madrid                     | Pékin                        |                                 |       | Rome      | Canada                      | Cincinnati                  |                          |                              |           |                                   |
| 2009  |              | 2e tour (1/32) U. Radwańska  | 1/2 finale V. Azarenka     | 2e tour (1/16) A. Bondarenko | Victoire A. Radwańska           |       |           | 2e tour (1/16) E. Vesnina   | Finale D. Safina            | 2e tour (1/16) S. Stosur | 3e tour (1/8) K. Clijsters   |           | 2e tour (1/16) A. Petkovic        |
| 2010  |              | 2e tour (1/32) C. Suárez     | 4e tour (1/8) M. Bartoli   | 1er tour (1/32) S. Peer      | 1er tour (1/32) R. Vinci        |       |           | 3e tour (1/8) R. Kulikova   | 2e tour (1/16) M. Kirilenko | 1/2 finale C. Wozniacki  | 1er tour (1/32) M. Sharapova |           | 2e tour (1/16) A. Petkovic        |
| 2011  |              | 2e tour (1/32) C. McHale     | 3e tour (1/16) Peng S.     | 1er tour (1/32) D. Cibulková | 2e tour (1/16) A. Ivanović      |       |           | Finale C. Wozniacki         | 1er tour (1/32) G. Arn      | 1er tour (1/32) S. Halep | 3e tour (1/8) M. Sharapova   |           |                                   |
| 2012  |              | 3e tour (1/16) V. Azarenka   | 2e tour (1/32) I. Benešová | 1er tour (1/32) V. Azarenka  |                                 |       |           | 3e tour (1/8) L. Šafářová   | 1er tour (1/32) A. Ivanović |                          |                              |           |                                   |
| 2013  |              | 3e tour (1/16) M. Bartoli    | 3e tour (1/16) A. Ivanović | 3e tour (1/8) A. Kerber      | 2e tour (1/16) A. Petkovic      |       |           | 3e tour (1/8) S. Stosur     | 1er tour (1/32) S. Halep    | 1er tour (1/32) L. Davis | 1er tour (1/32) S. Stosur    |           | 1/4 de finale P. Kvitová          |
| 2014  |              | 3e tour (1/16) P. Kvitová    | 2e tour (1/32) D. Vekić    | 2e tour (1/16) A. Radwańska  | 1/4 de finale M. Sharapova      |       |           |                             | 2e tour (1/16) J. Janković  | 1er tour (1/32) M. Keys  | 3e tour (1/8) A. Ivanović    |           | 2e tour (1/16) M. Sharapova       |
| 2015  |              | 3e tour (1/16) S. Stephens   | 4e tour (1/8) S. Williams  | Finale P. Kvitová            | 3e tour (1/8) A. Ivanović       |       |           | 2e tour (1/16) A. Kerber    |                             |                          |                              |           | 1er tour (1/32) A. Pavlyuchenkova |
| 2016  |              | 2e tour (1/32) C. Vandeweghe | Finale V. Azarenka         | 1er tour (1/32) L. Siegemund | 3e tour (1/8) M. Keys           |       |           | 2e tour (1/16) J. Ostapenko | 1/4 de finale S. Williams   | 1/4 de finale S. Halep   | 1/4 de finale Ka. Plíšková   |           | 1/2 finale D. Cibulková           |
| 2017  |              | Finale E. Vesnina            | 4e tour (1/8) V. Williams  | 1/2 finale K. Mladenovic     | 1er tour (1/32) L. Arruabarrena |       |           | 3e tour (1/8) A. Konjuh     | 3e tour (1/8) D. Gavrilova  | 2e tour (1/16) C. Bellis | 1/4 de finale G. Muguruza    |           | 2e tour (1/16) A. Cornet          |
| 2018  |              | 2e tour (1/32) A. Sabalenka  | 2e tour (1/32) Z. Diyas    | 1er tour (1/32) P. Martić    |                                 |       |           |                             | 2e tour (1/16) A. Kontaveit |                          | 2e tour (1/16) E. Svitolina  |           |                                   |
| 2019  |              |                              |                            | 2e tour (1/16) B. Bencic     | 1er tour (1/32) C. McHale       |       |           |                             |                             | 3e tour (1/8) S. Halep   | Finale M. Keys               |           | 3e tour (1/8) E. Svitolina        |
| 2020  |              |                              |                            |                              |                                 |       |           | 1/2 finale A. Sabalenka     | 3e tour (1/8) E. Svitolina  |                          |                              |           |                                   |
|       |              | WTA 1000                     |                            |                              |                                 |       |           |                             |                             |                          |                              |           |                                   |
| 2021  |              |                              | 1er tour (1/64) A. Cornet  |                              |                                 |       |           | 3e tour (1/8) B. Krejčíková |                             |                          |                              |           |                                   |

Sous le résultat, l’ultime adversaire.

### En double dames
| Année                     | Premier Mandatory       | Premier Mandatory       | Premier Mandatory | Premier Mandatory         | Premier Mandatory | Premier Mandatory      | Premier Mandatory | Premier Mandatory      | Premier 5   | Premier 5 | Premier 5 | Premier 5                | Premier 5      | Premier 5                      | Premier 5           | Premier 5            | Premier 5         | Premier 5               | Premier 5   | Premier 5 | Premier 5 | Premier 5 |
| Année                     | Indian Wells            | Indian Wells            | Miami             | Miami                     | Madrid            | Madrid                 | Pékin             | Pékin                  | Dubaï       | Dubaï     | Doha      | Doha                     | Rome           | Rome                           | Canada              | Canada               | Cincinnati        | Cincinnati              | Tokyo       | Tokyo     | Wuhan     | Wuhan     |
| ------------------------- | ----------------------- | ----------------------- | ----------------- | ------------------------- | ----------------- | ---------------------- | ----------------- | ---------------------- | ----------- | --------- | --------- | ------------------------ | -------------- | ------------------------------ | ------------------- | -------------------- | ----------------- | ----------------------- | ----------- | --------- | --------- | --------- |
| 2009                      |                         |                         |                   |                           |                   |                        |                   |                        |             |           |           |                          |                |                                |                     |                      |                   |                         |             |           |           |           |
| 2e tour (1/8) Mauresmo    | Mattek-Sands Washington | Victoire Mauresmo       | Peschke Raymond   | —                         | —                 | 2e tour (1/8) Safina   | Forfait           | —                      | —           |           |           | —                        | —              | 2e tour (1/8) Mauresmo         | Llagostera Martínez | —                    | —                 | 1er tour (1/8) Azarenka | Black Huber |           |           |           |
| 2010                      |                         |                         |                   |                           |                   |                        |                   |                        |             |           |           |                          |                |                                |                     |                      |                   |                         |             |           |           |           |
| —                         | —                       | 1er tour (1/16) Molik   | Dulko Pennetta    | —                         | —                 | —                      | —                 | 2e tour (1/8) Azarenka | Black Huber |           |           | —                        | —              | —                              | —                   | —                    | —                 | —                       | —           |           |           |           |
| 2011                      |                         |                         |                   |                           |                   |                        |                   |                        |             |           |           |                          |                |                                |                     |                      |                   |                         |             |           |           |           |
| 1er tour (1/16) Zvonareva | King Shvedova           | 2e tour (1/8) Zvonareva | Martínez Medina   | 2e tour (1/8) Zvonareva   | King Shvedova     | —                      | —                 | 1/2 finale Zvonareva   | Forfait     |           |           | —                        | —              | 1er tour (1/16) Pavlyuchenkova | Erakovic Görges     | 2e tour (1/8) Görges | Kirilenko Petrova | —                       | —           |           |           |           |
| 2012                      |                         |                         |                   |                           |                   |                        |                   |                        |             |           |           |                          |                |                                |                     |                      |                   |                         |             |           |           |           |
| 1er tour (1/16) Zvonareva | Bacsinszky Brianti      | 2e tour (1/8) Zvonareva | Kirilenko Petrova | 1er tour (1/16) Radwańska | Medina Parra      | —                      | —                 |                        |             | —         | —         | —                        | —              | —                              | —                   | —                    | —                 | —                       | —           |           |           |           |
| 2013                      |                         |                         |                   |                           |                   |                        |                   |                        |             |           |           |                          |                |                                |                     |                      |                   |                         |             |           |           |           |
| 1er tour (1/16) Pennetta  | Hsieh Peng              | 1/2 finale Pennetta     | Petrova Srebotnik | 1/4 de finale Pennetta    | Black Erakovic    | 1er tour (1/16) Stosur | King Voskoboeva   |                        |             | —         | —         | 1er tour (1/16) Pennetta | Raymond Robson | 1er tour (1/16) Pennetta       | Huber Llagostera    | —                    | —                 | —                       | —           |           |           |           |
| 2014                      |                         |                         |                   |                           |                   |                        |                   |                        |             |           |           |                          |                |                                |                     |                      |                   |                         |             |           |           |           |
| 1/2 finale Stosur         | Hsieh Peng              | 1er tour (1/16) Stosur  | Peschke Srebotnik | 2e tour (1/8) Stosur      | Errani Vinci      |                        |                   |                        |             | —         | —         |                          |                |                                |                     |                      |                   |                         |             |           |           |           |

N.B. : le nom de la partenaire se trouve sous le résultat ; le nom des ultimes adversaires se trouve à droite.

## Parcours aux Masters

### En simple dames
| # | Date       | Nom de l'édition                          | ($)       | Surface    | Résultat               | Ultime(s) adversaire(s) | Score          |          |
| - | ---------- | ----------------------------------------- | --------- | ---------- | ---------------------- | ----------------------- | -------------- | -------- |
| 1 | 08/11/2004 | Tour Championships by Porsche Los Angeles | 3 000 000 | Dur (int.) | Round Robin (victoire) | Vera Zvonareva          | 6-2, 6-4       | Parcours |
| 1 | 08/11/2004 | Tour Championships by Porsche Los Angeles | 3 000 000 | Dur (int.) | Round Robin (défaite)  | Maria Sharapova         | 6-1, 6-4       | Parcours |
| 1 | 08/11/2004 | Tour Championships by Porsche Los Angeles | 3 000 000 | Dur (int.) | Round Robin (défaite)  | Amélie Mauresmo         | 6-3, 6-2       | Parcours |
| 2 | 06/11/2006 | Sony Ericsson Championships Madrid        | 3 000 000 | Dur (int.) | Round Robin (victoire) | Elena Dementieva        | 7-5, 6-3       | Parcours |
| 2 | 06/11/2006 | Sony Ericsson Championships Madrid        | 3 000 000 | Dur (int.) | Round Robin (défaite)  | Kim Clijsters           | 6-1, 6-1       | Parcours |
| 2 | 06/11/2006 | Sony Ericsson Championships Madrid        | 3 000 000 | Dur (int.) | Round Robin (défaite)  | Maria Sharapova         | 6-1, 6-4       | Parcours |
| 3 | 05/11/2007 | Sony Ericsson Championships Madrid        | 3 000 000 | Dur (int.) | Round Robin (défaite)  | Ana Ivanović            | 6-1, 4-6, 7-5  | Parcours |
| 3 | 05/11/2007 | Sony Ericsson Championships Madrid        | 3 000 000 | Dur (int.) | Round Robin (défaite)  | Maria Sharapova         | 5-7, 6-2, 6-2  | Parcours |
| 3 | 05/11/2007 | Sony Ericsson Championships Madrid        | 3 000 000 | Dur (int.) | Round Robin (défaite)  | Daniela Hantuchová      | 7-67, 6-0      | Parcours |
| 4 | 04/11/2008 | Sony Ericsson Championships Doha          | 4 450 000 | Dur (ext.) | Round Robin (défaite)  | Vera Zvonareva          | 6-2, 6-3       | Parcours |
| 4 | 04/11/2008 | Sony Ericsson Championships Doha          | 4 450 000 | Dur (ext.) | Round Robin (défaite)  | Jelena Janković         | 7-66, 6-4      | Parcours |
| 4 | 04/11/2008 | Sony Ericsson Championships Doha          | 4 450 000 | Dur (ext.) | Round Robin (défaite)  | Agnieszka Radwańska     | 6-2, 7-5       | Parcours |
| 5 | 27/10/2009 | Sony Ericsson Championships Doha          | 4 550 000 | Dur (ext.) | Round Robin (défaite)  | Serena Williams         | 7-66, 7-5      | Parcours |
| 5 | 27/10/2009 | Sony Ericsson Championships Doha          | 4 550 000 | Dur (ext.) | Round Robin (défaite)  | Venus Williams          | 6-2, 7-63      | Parcours |
| 5 | 27/10/2009 | Sony Ericsson Championships Doha          | 4 550 000 | Dur (ext.) | Round Robin (victoire) | Elena Dementieva        | 6-3, 6-2       | Parcours |
| 6 | 23/10/2016 | BNP Paribas WTA Finals Singapour          | 7 000 000 | Dur (int.) | 1/2 finale             | Dominika Cibulková      | 1-6, 7-62, 6-4 | Parcours |

### En double dames
| # | Date       | Nom de l'édition                          | ($)       | Surface    | Résultat   | Partenaire          | Ultimes adversaires               | Score    |          |
| - | ---------- | ----------------------------------------- | --------- | ---------- | ---------- | ------------------- | --------------------------------- | -------- | -------- |
| 1 | 03/11/2003 | Tour Championships by Porsche Los Angeles | 3 000 000 | Dur (int.) | 1/2 finale | Martina Navrátilová | Virginia Ruano Paola Suárez       | 6-4, 6-4 | Parcours |
| 2 | 08/11/2004 | Tour Championships by Porsche Los Angeles | 3 000 000 | Dur (int.) | 1/2 finale | Elena Likhovtseva   | Nadia Petrova Meghann Shaughnessy | 6-3, 6-2 | Parcours |

## Parcours aux Jeux olympiques

### En simple dames
| # | Date       | Nom de l'olympiade                  | Surface    | Résultat        | Ultime adversaire | Score          |          |
| - | ---------- | ----------------------------------- | ---------- | --------------- | ----------------- | -------------- | -------- |
| 1 | 15/08/2004 | Olympic Tennis Event Athènes        | Dur (ext.) | 1/4 de finale   | Amélie Mauresmo   | 7-65, 4-6, 6-2 | Parcours |
| 2 | 11/08/2008 | Olympic Tennis Event Pékin          | Dur (ext.) | 1er tour (1/32) | Li Na             | 7-65, 6-4      | Parcours |
| 3 | 06/08/2016 | Olympic Tennis Event Rio de Janeiro | Dur (ext.) | 3e tour (1/8)   | Johanna Konta     | 3-6, 7-5, 7-5  | Parcours |

### En double dames
| # | Date       | Nom de l'olympiade                  | Surface    | Résultat      | Partenaire        | Ultimes adversaires              | Score          |          |
| - | ---------- | ----------------------------------- | ---------- | ------------- | ----------------- | -------------------------------- | -------------- | -------- |
| 1 | 15/08/2004 | Olympic Tennis Event Athènes        | Dur (ext.) | 2e tour (1/8) | Elena Likhovtseva | Nathalie Dechy Sandrine Testud   | 2-6, 7-65, 6-3 | Parcours |
| 2 | 11/08/2008 | Olympic Tennis Event Pékin          | Dur (ext.) | 1/4 de finale | Dinara Safina     | Yan Zi Zheng Jie                 | 6-3, 5-7, 10-8 | Parcours |
| 3 | 06/08/2016 | Olympic Tennis Event Rio de Janeiro | Dur (ext.) | 1/4 de finale | Daria Kasatkina   | Andrea Hlaváčková Lucie Hradecká | 6-1, 4-6, 7-5  | Parcours |

## Parcours en Fed Cup
| #                                                                    | Date       | Lieu                | Surface         | Gagnante(s)                           | Perdante(s)                         | Score           |          |
|                                                                      |            |                     |                 |                                       |                                     |                 |          |
| 2004 - 1er tour (groupe mondial) - Russie - Australie - 4 : 1        |            |                     |                 |                                       |                                     |                 |          |
| 1                                                                    | 24/04/2004 | Moscou              | Moquette (int.) | Svetlana Kuznetsova                   | Alicia Molik                        | 6-4, 3-6, 6-4   | Parcours |
| 1                                                                    | 24/04/2004 | Moscou              | Moquette (int.) | Svetlana Kuznetsova Elena Likhovtseva | Alicia Molik Rennae Stubbs          | 6-2, 3-6, 7-67  | Parcours |
|                                                                      |            |                     |                 |                                       |                                     |                 |          |
| 2004 - 1/4 de finale (groupe mondial) - Argentine - Russie - 1 : 4   |            |                     |                 |                                       |                                     |                 |          |
| 2                                                                    | 10/07/2004 | Buenos Aires        | Terre (ext.)    | Gisela Dulko                          | Svetlana Kuznetsova                 | 6-4, 3-6, 6-4   | Parcours |
| 2                                                                    | 10/07/2004 | Buenos Aires        | Terre (ext.)    | Svetlana Kuznetsova Elena Likhovtseva | Gisela Dulko Patricia Tarabini      | 6-2, 5-7, 6-4   | Parcours |
|                                                                      |            |                     |                 |                                       |                                     |                 |          |
| 2004 - 1/2 finale (groupe mondial) - Russie - Autriche - 5 : 0       |            |                     |                 |                                       |                                     |                 |          |
| 3                                                                    | 24/11/2004 | Moscou              | Moquette (int.) | Svetlana Kuznetsova                   | Yvonne Meusburger                   | 6-1, 6-1        | Parcours |
| 3                                                                    | 24/11/2004 | Moscou              | Moquette (int.) | Svetlana Kuznetsova                   | Daniela Kix                         | 6-1, 6-1        | Parcours |
| 3                                                                    | 24/11/2004 | Moscou              | Moquette (int.) | Svetlana Kuznetsova Elena Likhovtseva | Yvonne Meusburger Patricia Wartusch | 6-2, 6-2        | Parcours |
|                                                                      |            |                     |                 |                                       |                                     |                 |          |
| 2004 - Finale (groupe mondial) - Russie - France - 3 : 2             |            |                     |                 |                                       |                                     |                 |          |
| 4                                                                    | 27/11/2004 | Moscou              | Moquette (int.) | Nathalie Dechy                        | Svetlana Kuznetsova                 | 3-6, 7-64, 8-6  | Parcours |
| 4                                                                    | 27/11/2004 | Moscou              | Moquette (int.) | Tatiana Golovin                       | Svetlana Kuznetsova                 | 6-4, 6-1        | Parcours |
|                                                                      |            |                     |                 |                                       |                                     |                 |          |
| 2007 - 1/4 de finale (groupe mondial) - Russie - Espagne - 5 : 0     |            |                     |                 |                                       |                                     |                 |          |
| 5                                                                    | 21/04/2007 | Moscou              | Terre (int.)    | Svetlana Kuznetsova                   | Lourdes Domínguez                   | 6-3, 6-2        | Parcours |
| 5                                                                    | 21/04/2007 | Moscou              | Terre (int.)    | Svetlana Kuznetsova                   | Anabel Medina                       | 6-3, 4-6, 6-0   | Parcours |
|                                                                      |            |                     |                 |                                       |                                     |                 |          |
| 2007 - Finale (groupe mondial) - Russie - Italie - 4 : 0             |            |                     |                 |                                       |                                     |                 |          |
| 6                                                                    | 15/09/2007 | Moscou              | Dur (int.)      | Svetlana Kuznetsova                   | Mara Santangelo                     | 6-1, 6-2        | Parcours |
| 6                                                                    | 15/09/2007 | Moscou              | Dur (int.)      | Svetlana Kuznetsova                   | Francesca Schiavone                 | 4-6, 7-67, 7-5  | Parcours |
|                                                                      |            |                     |                 |                                       |                                     |                 |          |
| 2008 - 1/2 finale (groupe mondial) - Russie - États-Unis - 3 : 2     |            |                     |                 |                                       |                                     |                 |          |
| 7                                                                    | 26/04/2008 | Moscou              | Terre (int.)    | Svetlana Kuznetsova                   | Ahsha Rolle                         | 6-2, 6-1        | Parcours |
| 7                                                                    | 26/04/2008 | Moscou              | Terre (int.)    | Liezel Huber Vania King               | Svetlana Kuznetsova Elena Vesnina   | 7-63, 6-4       | Parcours |
|                                                                      |            |                     |                 |                                       |                                     |                 |          |
| 2008 - Finale (groupe mondial) - Espagne - Russie - 0 : 4            |            |                     |                 |                                       |                                     |                 |          |
| 8                                                                    | 13/09/2008 | Madrid              | Terre (ext.)    | Svetlana Kuznetsova                   | Carla Suárez Navarro                | 6-3, 6-1        | Parcours |
| 8                                                                    | 13/09/2008 | Madrid              | Terre (ext.)    | Svetlana Kuznetsova                   | Anabel Medina                       | 5-7, 6-3, 6-4   | Parcours |
|                                                                      |            |                     |                 |                                       |                                     |                 |          |
| 2009 - 1/4 de finale (groupe mondial) - Russie - Chine - 5 : 0       |            |                     |                 |                                       |                                     |                 |          |
| 9                                                                    | 07/02/2009 | Moscou              | Dur (int.)      | Svetlana Kuznetsova                   | Yan Zi                              | 6-2, 6-4        | Parcours |
| 9                                                                    | 07/02/2009 | Moscou              | Dur (int.)      | Elena Dementieva Svetlana Kuznetsova  | Sun Tiantian Yan Zi                 | 1-6, 6-4, 6-4   | Parcours |
|                                                                      |            |                     |                 |                                       |                                     |                 |          |
| 2009 - 1/2 finale (groupe mondial) - Italie - Russie - 4 : 1         |            |                     |                 |                                       |                                     |                 |          |
| 10                                                                   | 25/04/2009 | Castellaneta Marina | Terre (ext.)    | Francesca Schiavone                   | Svetlana Kuznetsova                 | 1-6, 6-2, 6-3   | Parcours |
| 10                                                                   | 25/04/2009 | Castellaneta Marina | Terre (ext.)    | Svetlana Kuznetsova                   | Flavia Pennetta                     | 6-0, 6-3        | Parcours |
|                                                                      |            |                     |                 |                                       |                                     |                 |          |
| 2010 - 1/4 de finale (groupe mondial) - Serbie - Russie - 2 : 3      |            |                     |                 |                                       |                                     |                 |          |
| 11                                                                   | 06/02/2010 | Belgrade            | Dur (int.)      | Svetlana Kuznetsova                   | Ana Ivanović                        | 6-1, 6-4        | Parcours |
| 11                                                                   | 06/02/2010 | Belgrade            | Dur (int.)      | Jelena Janković                       | Svetlana Kuznetsova                 | 6-3, 4-6, 6-3   | Parcours |
| 11                                                                   | 06/02/2010 | Belgrade            | Dur (int.)      | Alisa Kleybanova Svetlana Kuznetsova  | Ana Ivanović Jelena Janković        | 6-1, 6-4        | Parcours |
|                                                                      |            |                     |                 |                                       |                                     |                 |          |
| 2011 - 1/4 de finale (groupe mondial) - Russie - France - 3 : 2      |            |                     |                 |                                       |                                     |                 |          |
| 12                                                                   | 05/02/2011 | Moscou              | Dur (int.)      | Alizé Cornet                          | Svetlana Kuznetsova                 | 3-6, 6-3, 6-4   | Parcours |
| 12                                                                   | 05/02/2011 | Moscou              | Dur (int.)      | Svetlana Kuznetsova                   | Virginie Razzano                    | 6-4, 6-4        | Parcours |
| 12                                                                   | 05/02/2011 | Moscou              | Dur (int.)      | Svetlana Kuznetsova A. Pavlyuchenkova | Julie Coin Alizé Cornet             | 7-64, 6-0       | Parcours |
|                                                                      |            |                     |                 |                                       |                                     |                 |          |
| 2011 - 1/2 finale (groupe mondial) - Russie - Italie - 5 : 0         |            |                     |                 |                                       |                                     |                 |          |
| 13                                                                   | 16/04/2011 | Moscou              | Dur (int.)      | Svetlana Kuznetsova                   | Roberta Vinci                       | 6-2, 6-74, 6-1  | Parcours |
|                                                                      |            |                     |                 |                                       |                                     |                 |          |
| 2011 - Finale (groupe mondial) - Russie - République tchèque - 2 : 3 |            |                     |                 |                                       |                                     |                 |          |
| 14                                                                   | 05/11/2011 | Moscou              | Dur (int.)      | Svetlana Kuznetsova                   | Lucie Šafářová                      | 6-2, 6-3        | Parcours |
| 14                                                                   | 05/11/2011 | Moscou              | Dur (int.)      | Petra Kvitová                         | Svetlana Kuznetsova                 | 4-6, 6-2, 6-3   | Parcours |
|                                                                      |            |                     |                 |                                       |                                     |                 |          |
| 2012 - 1er tour (groupe mondial) - Russie - Espagne - 3 : 2          |            |                     |                 |                                       |                                     |                 |          |
| 15                                                                   | 04/02/2012 | Moscou              | Dur (int.)      | Svetlana Kuznetsova                   | Carla Suárez Navarro                | 6-3, 6-1        | Parcours |
| 15                                                                   | 04/02/2012 | Moscou              | Dur (int.)      | Svetlana Kuznetsova                   | Sílvia Soler                        | 6-2, 4-6, 6-3   | Parcours |
| 15                                                                   | 04/02/2012 | Moscou              | Dur (int.)      | Nuria Llagostera Arantxa Parra        | Svetlana Kuznetsova Nadia Petrova   | 6-3, 0-0, ab.   | Parcours |
|                                                                      |            |                     |                 |                                       |                                     |                 |          |
| 2012 - 1/2 finale (groupe mondial) - Russie - Serbie - 2 : 3         |            |                     |                 |                                       |                                     |                 |          |
| 16                                                                   | 21/04/2012 | Moscou              | Terre (int.)    | Svetlana Kuznetsova                   | Ana Ivanović                        | 6-2, 2-6, 6-4   | Parcours |
| 16                                                                   | 21/04/2012 | Moscou              | Terre (int.)    | Jelena Janković                       | Svetlana Kuznetsova                 | 6-1, 6-4        | Parcours |
|                                                                      |            |                     |                 |                                       |                                     |                 |          |
| 2015 - 1er tour (groupe mondial) - Pologne - Russie - 0 : 4          |            |                     |                 |                                       |                                     |                 |          |
| 17                                                                   | 07/02/2015 | Cracovie            | Dur (int.)      | Svetlana Kuznetsova                   | Agnieszka Radwańska                 | 6-4, 2-6, 6-2   | Parcours |
| 17                                                                   | 07/02/2015 | Cracovie            | Dur (int.)      | Urszula Radwańska                     | Svetlana Kuznetsova                 | Non disputé     | Parcours |
|                                                                      |            |                     |                 |                                       |                                     |                 |          |
| 2015 - 1/2 finale (groupe mondial) - Russie - Allemagne - 3 : 2      |            |                     |                 |                                       |                                     |                 |          |
| 18                                                                   | 18/04/2015 | Sotchi              | Terre (int.)    | Svetlana Kuznetsova                   | Julia Görges                        | 6-4, 6-4        | Parcours |
| 18                                                                   | 18/04/2015 | Sotchi              | Terre (int.)    | Andrea Petkovic                       | Svetlana Kuznetsova                 | 6-2, 6-1        | Parcours |
|                                                                      |            |                     |                 |                                       |                                     |                 |          |
| 2016 - 1er tour (groupe mondial) - Russie - Pays-Bas - 1 : 3         |            |                     |                 |                                       |                                     |                 |          |
| 19                                                                   | 06/02/2016 | Moscou              | Dur (int.)      | Richèl Hogenkamp                      | Svetlana Kuznetsova                 | 7-64, 5-7, 10-8 | Parcours |
| 19                                                                   | 06/02/2016 | Moscou              | Dur (int.)      | Kiki Bertens                          | Svetlana Kuznetsova                 | 6-1, 6-4        | Parcours |

## Classements WTA en fin de saison

### En simple
| Année | 2000 | 2001 | 2002 | 2003 | 2004 | 2005 | 2006 | 2007 | 2008 | 2009 | 2010 | 2011 | 2012 | 2013 | 2014 | 2015 | 2016 | 2017 | 2018 | 2019 | 2020 | 2021 |
| Rang  | 889  | 259  | 43   | 36   | 5    | 18   | 4    | 2    | 8    | 3    | 27   | 19   | 72   | 21   | 28   | 25   | 9    | 12   | 107  | 54   | 36   | 107  |

Source : (en) Classements de Svetlana Kuznetsova sur le site officiel de la Fédération internationale de tennis

### En double
| Année | 2000 | 2001 | 2002 | 2003 | 2004 | 2005 | 2006 | 2007 | 2008 | 2009 | 2010 | 2011 | 2012 | 2013 | 2014 | 2015 | 2016 | 2017 | 2018 |
| Rang  | 919  | 217  | 45   | 7    | 8    | 8    | 37   | 41   | 142  | 53   | 107  | 89   | 38   | 54   | 116  | 166  | 56   | 61   | 298  |

Source : (en) Classements de Svetlana Kuznetsova sur le site officiel de la Fédération internationale de tennis

## Records et statistiques

### Confrontations avec ses principales adversaires
Confrontations lors des différents tournois WTA avec ses principales adversaires (5 confrontations minimum et avoir été membre du top 10). Classement par pourcentage de victoires. Situation au 28 août 2018 (US Open 2018) :
Les joueuses retraitées sont en gris.
| Joueuse              | Meilleur classement | Confrontations | Victoires | Défaites | Pourcentage de victoires | Dernière confrontation                             |
| -------------------- | ------------------- | -------------- | --------- | -------- | ------------------------ | -------------------------------------------------- |
| Kim Clijsters        | 1                   | 8              | 1         | 7        | 12,5                     | défaite (4-6, 6-4, 2-6) à Cincinnati 2009          |
| Garbiñe Muguruza     | 1                   | 6              | 1         | 5        | 16,7                     | défaite (2-6, 7-5, 5-7) à Cincinnati 2017          |
| Justine Henin        | 1                   | 19             | 3         | 16       | 18,8                     | victoire (6-4, 7-68) à l'Open d'Australie 2011     |
| Ana Ivanović         | 1                   | 14             | 3         | 11       | 21,4                     | défaite (5-7, 6-4, 2-6) à Pékin 2015               |
| Serena Williams      | 1                   | 13             | 3         | 10       | 23                       | défaite (5-7, 0-6) à Wimbledon 2016                |
| Anastasia Myskina    | 2                   | 6              | 2         | 4        | 33,3                     | défaite (4-6, 6-2, 4-6) à Eastbourne 2006          |
| Petra Kvitová        | 2                   | 6              | 2         | 4        | 33,3                     | victoire (7-62, 6-3) à Montréal 2016               |
| Dominika Cibulková   | 4                   | 9              | 3         | 6        | 33,3                     | défaite (6-1, 62-7, 4-6) aux Masters 2016          |
| Maria Sharapova      | 1                   | 13             | 5         | 8        | 38,5                     | victoire (6-2, 6-4) à Madrid 2015                  |
| Lindsay Davenport    | 1                   | 5              | 2         | 3        | 40                       | victoire (7-64, 7-65) à Bali 2006                  |
| Dinara Safina        | 1                   | 14             | 6         | 8        | 42,8                     | victoire (6-4, 6-2) à Roland-Garros 2009           |
| Simona Halep         | 1                   | 7              | 3         | 4        | 42,8                     | défaite (6-3, 1-6, 1-6) à Montréal 2016            |
| Caroline Wozniacki   | 1                   | 14             | 6         | 8        | 42,9                     | défaite (1-6, 6-4, 2-6) à Roland-Garros 2017       |
| Andrea Petkovic      | 9                   | 7              | 3         | 4        | 43                       | victoire (6-2, 6-2) à San José 2018                |
| Victoria Azarenka    | 1                   | 9              | 4         | 5        | 44,4                     | défaite (3-6, 2-6) à Miami 2016                    |
| Amélie Mauresmo      | 1                   | 9              | 4         | 5        | 44,4                     | défaite (69-7, 6-2, 3-6) à New Haven 2009          |
| Venus Williams       | 1                   | 11             | 5         | 6        | 45,4                     | défaite (3-6, 7-5, 3-6) à l'US Open 2018           |
| Jelena Janković      | 1                   | 15             | 7         | 8        | 46,1                     | victoire (6-4, 5-7, 9-7) à l'Open d'Australie 2017 |
| Marion Bartoli       | 7                   | 6              | 3         | 3        | 50                       | défaite (4-6, 3-6) à Indian Wells 2013             |
| Lucie Šafářová       | 5                   | 9              | 5         | 4        | 55,5                     | victoire (5-7, 7-65, 7-63) à Madrid 2015           |
| Samantha Stosur      | 4                   | 9              | 5         | 4        | 55,5                     | victoire (6-4, 6-4) à Rome 2016                    |
| Angelique Kerber     | 1                   | 7              | 4         | 3        | 57,1                     | victoire (6-3, 3-6, 6-3) à Miami 2015              |
| Carla Suárez Navarro | 6                   | 7              | 4         | 3        | 57,1                     | victoire (6-2, 6-4) à Cincinnati 2017              |
| Roberta Vinci        | 7                   | 7              | 4         | 3        | 57,1                     | victoire (6-2, 2-6, 6-1) à Indian Wells 2017       |
| Patty Schnyder       | 7                   | 7              | 4         | 3        | 57,1                     | défaite (4-6, 6-4, 5-7) à Stuttgart 2008           |
| Li Na                | 2                   | 10             | 6         | 4        | 60                       | défaite (6-3, 64-7, 3-6) à Sydney 2011             |
| Elena Dementieva     | 3                   | 11             | 7         | 4        | 63,6                     | victoire (6-3, 6-2) aux Masters 2009               |
| Vera Zvonareva       | 2                   | 12             | 8         | 4        | 66,6                     | victoire (6-1, 6-2) à Sydney 2012                  |
| Julia Görges         | 10                  | 7              | 5         | 2        | 71,4                     | victoire (6-3, 6-3) à Doha 2016                    |
| Daniela Hantuchová   | 5                   | 15             | 11        | 4        | 73,3                     | victoire (6-0, 6-2) à l'Open d'Australie 2016      |
| Nadia Petrova        | 3                   | 8              | 6         | 2        | 75                       | victoire (7-62, 4-6, 6-4) à Madrid 2013            |
| Flavia Pennetta      | 6                   | 8              | 6         | 2        | 75                       | victoire (6-3, 6-4) à Eastbourne 2015              |
| Agnieszka Radwańska  | 2                   | 18             | 14        | 4        | 77,8                     | victoire (6-2, 6-4) à Wimbledon 2017               |
| Ekaterina Makarova   | 8                   | 8              | 7         | 1        | 87,5                     | victoire (6-0, 7-5) à Wimbledon 2017               |
| Sara Errani          | 5                   | 8              | 7         | 1        | 87,5                     | victoire (7-61, 6-0) à Sydney 2016                 |